# シュコダ・オート
シュコダ・オート（捷: Škoda Auto）は、チェコの自動車メーカーである。本社は中央ボヘミア州のムラダー・ボレスラフ。現在はドイツのフォルクスワーゲン・グループ傘下で、チェコ国内自動車生産のシェア1位を占める。スローガンは「SIMPLY CLEVER」。

## 概要

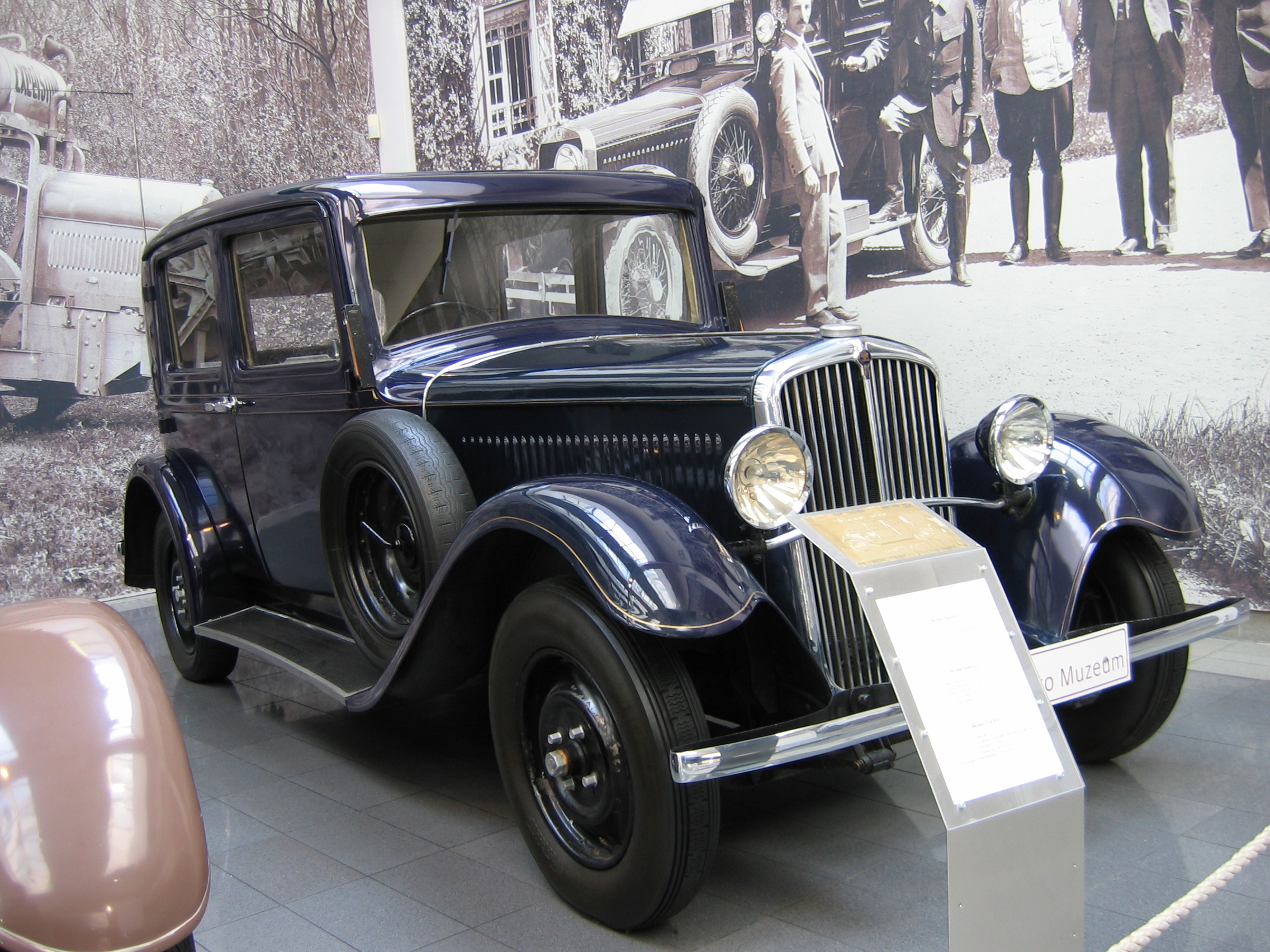
シュコダ633（1931年）

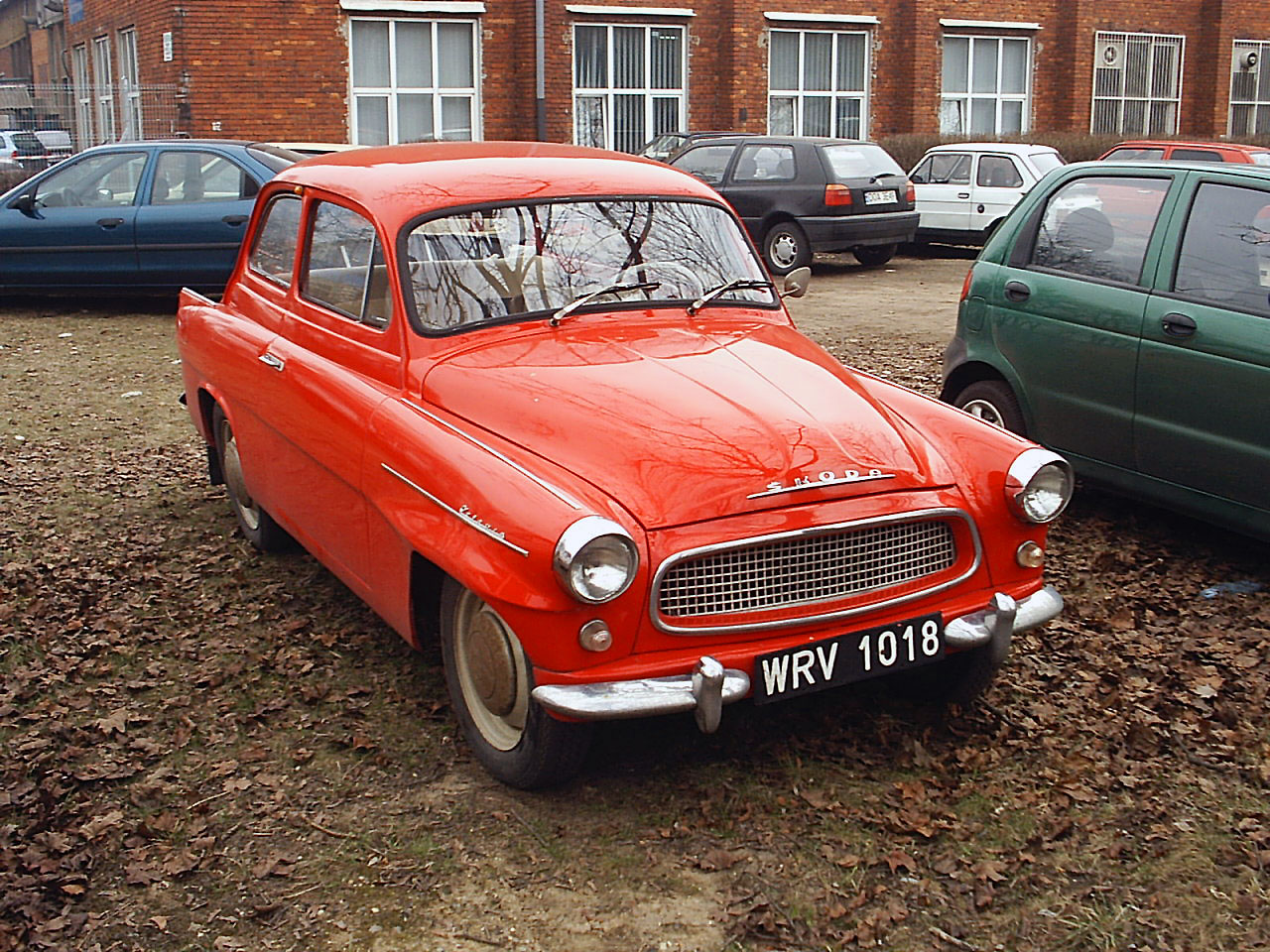
シュコダ・オクタヴィア（旧・1959年）

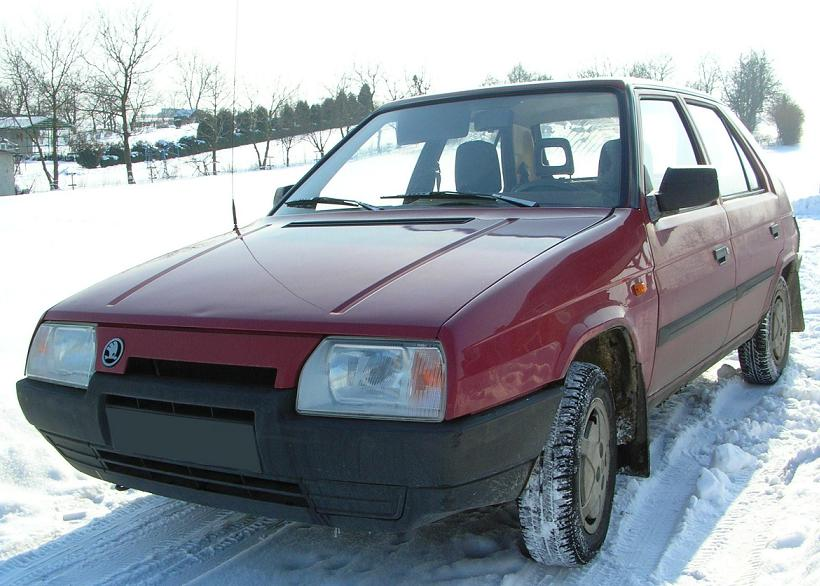
シュコダ・ファヴォリット（1987–1995年）

オーストリア＝ハンガリー帝国領時代の1895年、書籍商のヴァーツラフ・クレメント（Václav Klement）と機械工のヴァーツラフ・ラウリン（Václav Laurin）が自転車メーカーのラウリン＆クレメント（Laurin & Klement）社として創業した。当初「スラヴィア」（Slavia）ブランドで自転車を生産し、まもなく補助エンジン付き自転車も発売。1899年にはオートバイの生産を開始した。1901年に同社初の自動車「ラウリン＆クレメント」を製造。1907年に株式会社化し、1912年にはリベレツの自動車メーカー、ライヒェンベルガー自動車工業（RAF; Reichenberger Automobilfabrik）を買収。第一次世界大戦の特需で急成長し、オーストリア＝ハンガリー国内最大の自動車メーカーに成長した。
ラウリン＆クレメント社は大戦敗戦によるオーストリア＝ハンガリー帝国瓦解・会社所在地を含んだチェコスロバキア共和国成立後も、乗用車やトラック、航空機用エンジンの製造を手がけて好調な業績を維持したが、1924年に大規模な工場火災が発生して経営困難に陥り、翌1925年、特殊鋼や鉄道車両・兵器等の製造工場、鉱山、醸造所などを経営する国内大資本のシュコダ工業株式会社（Škodovy závody, a.s.）に買収された。自転車とオートバイの製造はこのとき取りやめた。
買収に際し、創業者の1人ヴァーツラフ・ラウリンは技師長として迎え入れられ、開発中だったラウリン＆クレメント360をシュコダ360として1926年に発表。以後「シュコダ」ブランドで自動車を製造した。また1925年から1928年にかけ、シュコダが航空用エンジンをライセンス生産していたイスパノ・スイザのフランス本社との提携により、当時、高性能・高品質で知られた100HP級の最高級車「イスパノ・スイザH6B」を「シュコダ・イスパノ・スイザ」として150台以上生産した。
1929年の世界恐慌で経営に打撃を受けたものの、新車種が市場に支持されて経営を立て直した。ナチス・ドイツによるチェコスロバキア侵攻後、ドイツの重工業メーカー、ヘルマン・ゲーリング工業の傘下に置かれ、第二次世界大戦中は、ヤブロネツ・ナド・ニソウとムニホヴェ・フラディシュチの旧RAF社工場で兵器と不整地用車両の製造を行った。これらの工場は1951年に独立し、バス・トラック専門メーカーの国営会社リベレツ自動車工業（LIAZ; n.p. Liberecké automobilové závody、2003年1月廃業）となった。
チェコスロバキア共和国は、終戦直後の1945年から戦後復興を目的に国内主要重工業企業の国有化を進めた。シュコダ工業は社会主義政権成立後の1948年に国有化が行われ、自動車製造部門が自動車工業国営会社（AZNP; Automobilové závody, n.p.）に、部品製造部門が国営会社シュコダ・プルゼニ（n.p. Škoda Plzeň）に分離された。AZNP社は先に国有化された自動車メーカー、タトラ国営会社が開発した乗用車、タトラT600「タトラプラン」の製造を行い、その後行われた国内の自動車生産体制再編で、タトラ社が高級車を、AZNP社が大衆車を開発・生産する形に整理された。
AZNP社の乗用車は引き続き「シュコダ」ブランドで生産され、1950年代後半から60年代にかけては、国際ラリーで優秀な成績をおさめ西側市場でも注目されたバックボーンフレーム車の「オクタヴィア」や、リアエンジンの小型車である「1000MB」「100/110」「105/120/125」などを開発し、社会主義体制下の不利な条件にもかかわらず、一定の国際的競争力を維持し続けた。その後、主要市場である共産圏諸国の経済低迷にともなってAZNP社の開発・生産力も落ち、70年代に開発されたモデルを90年代まで製造し続ける状態となった。一方でペレストロイカ開始後の1987年には、イタリア・ベルトーネ社設計のFF車「ファヴォリット」（Favorit）を発表し、シュコダ車の健在ぶりをアピールした。

## フォルクスワーゲン子会社
1990年代からはフォルクスワーゲンの子会社となった。
1989年の体制転換後、チェコスロバキア連邦政府は強力な外国資本を導入してAZNP社を民営化する方針を決めた。このときAZNP社ではフランス・ルノー社の東欧向け低価格車「ルノー・トゥインゴ」などの受託生産を行う方向で調整が進められていたが、ドイツのフォルクスワーゲン社が割って入る形で提携にこぎ着け、1991年にフォルクスワーゲン・グループの4番目のブランド、シュコダ・オート株式会社として民営化された。
民営化後、フォルクスワーゲン社は自社の技術・デザインをシュコダ社に持ち込んで大幅な近代化を進め、欧州市場をターゲットにフォルクスワーゲン車をベースにした「オクタヴィア」「ファビア」を発表。旧東欧企業のマイナスイメージを払拭する宣伝活動も積極的に行って成果をおさめている。現在はチェコとスロバキア以外にもインド、ロシア、また中華人民共和国にも2005年から上汽大衆汽車の製造拠点を有するほかウクライナやカザフスタンにも組立工場を持ち、フォルクスワーゲングループの販社によるオーストラリア市場への進出も図っている。2008年には累計販売台数が67万4530台に達した。

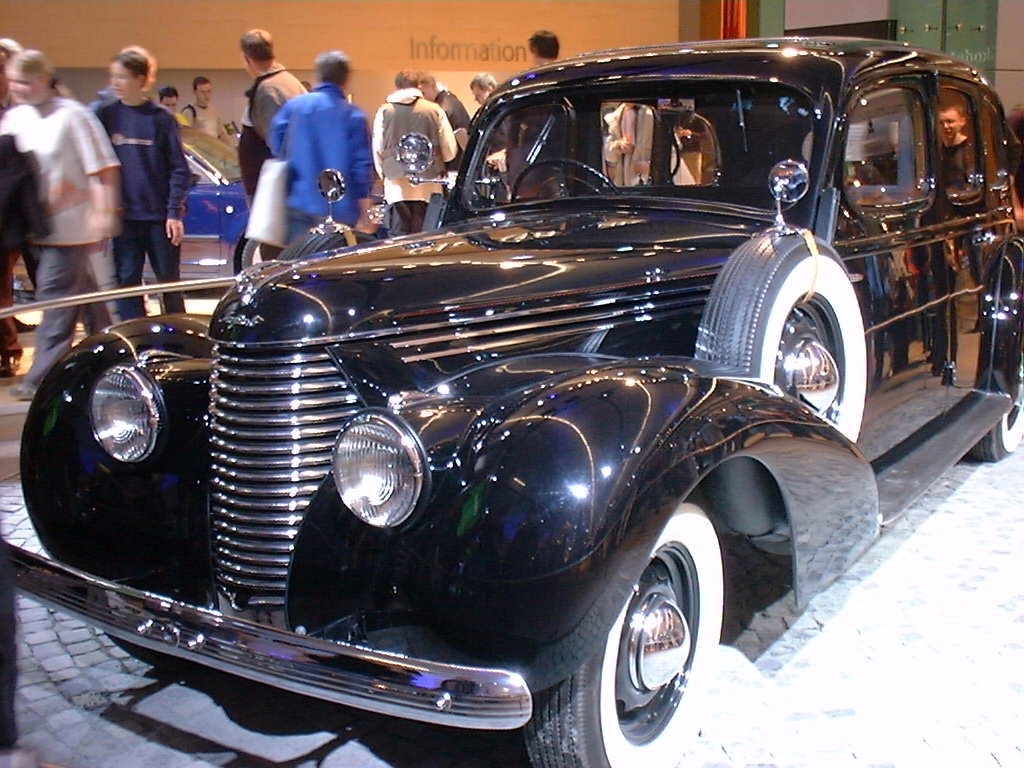
スペルブOHV924型（1946年）
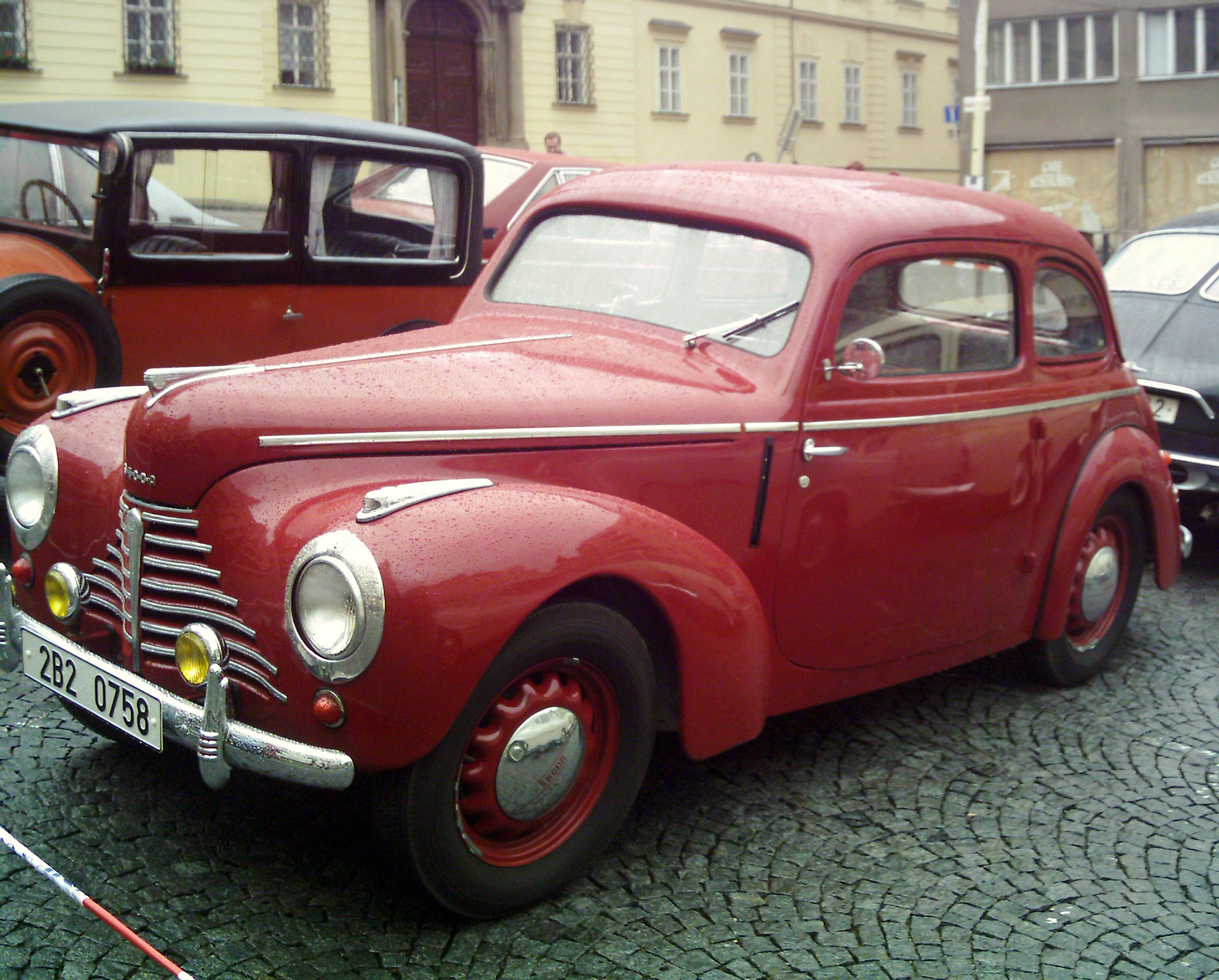
1101トゥドル（1946年）
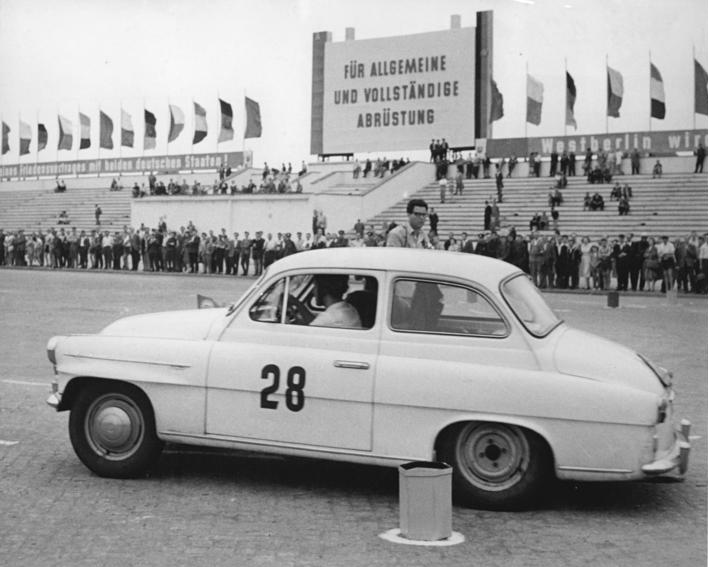
1960年モスクワ－プラハ間国際ラリー出場のオクタヴィア（旧）
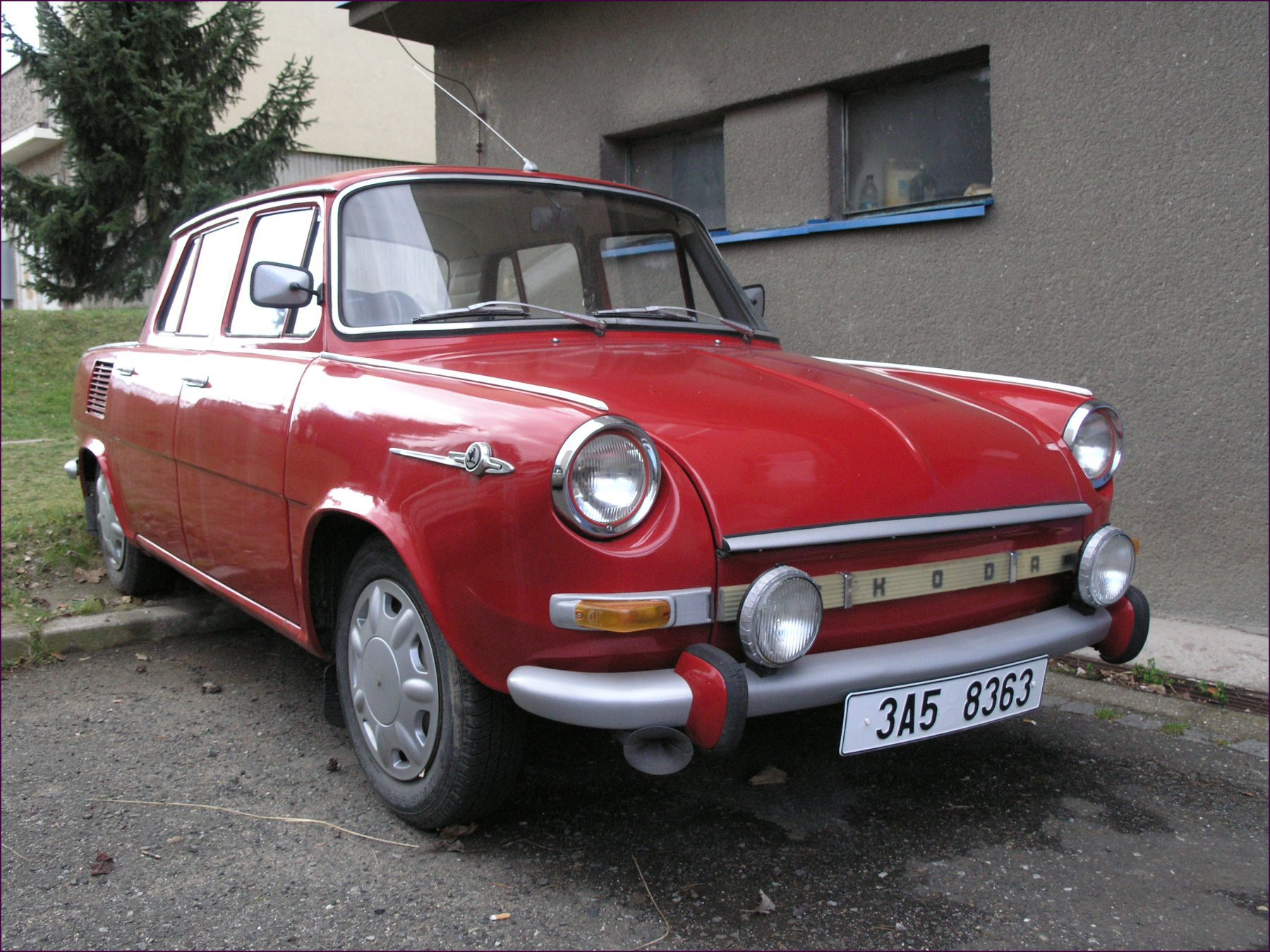
1100MB（1968年）
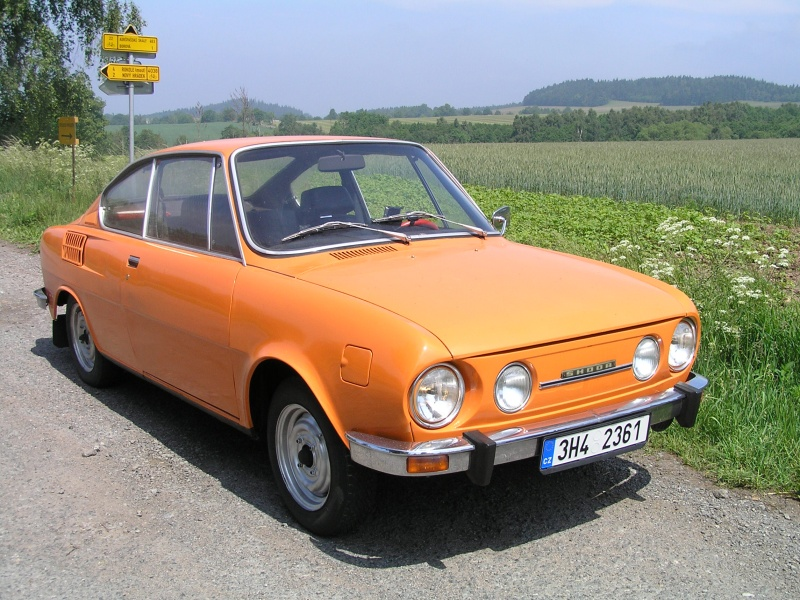
110R（1970年）
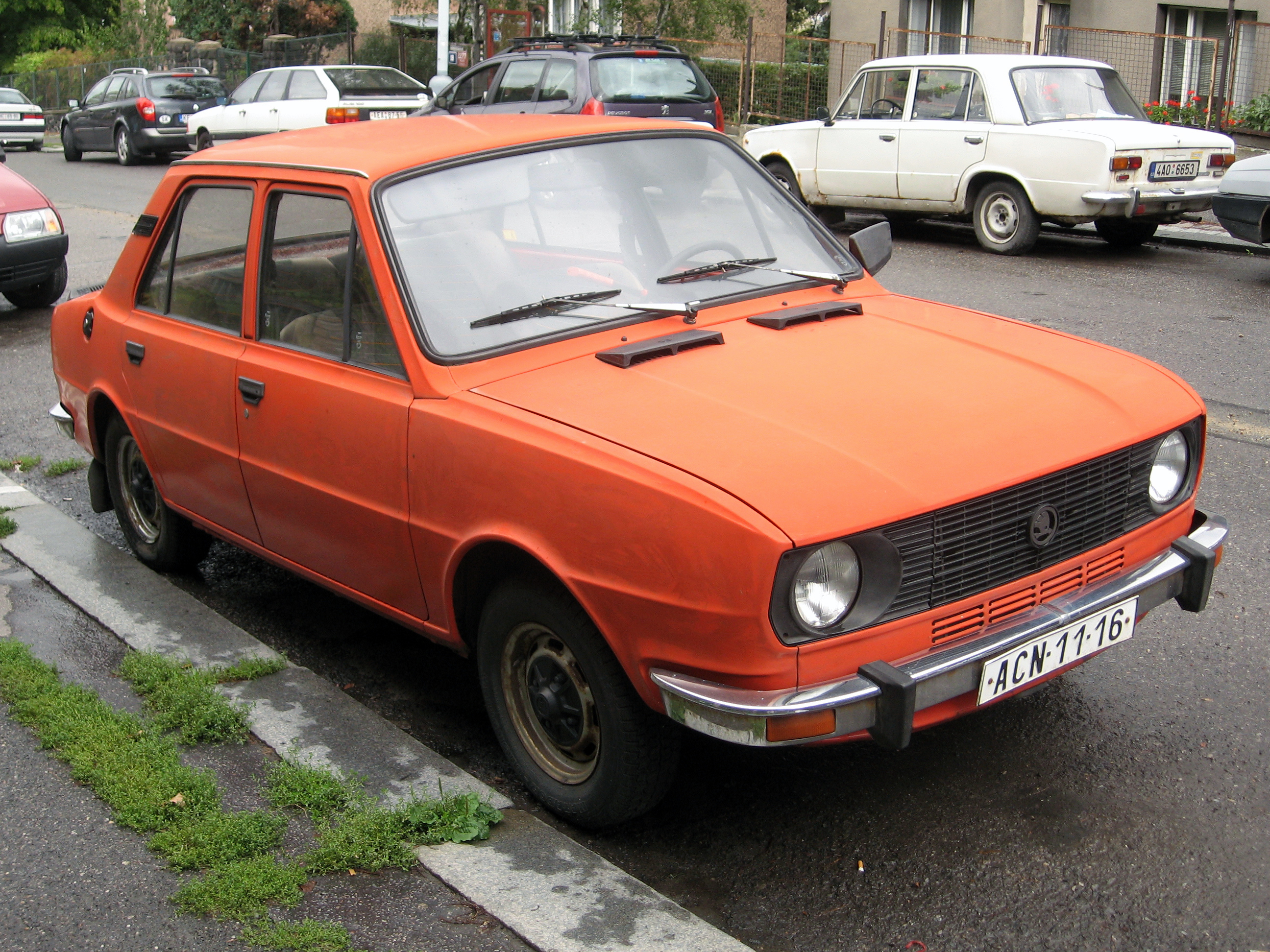
105S（1976年）
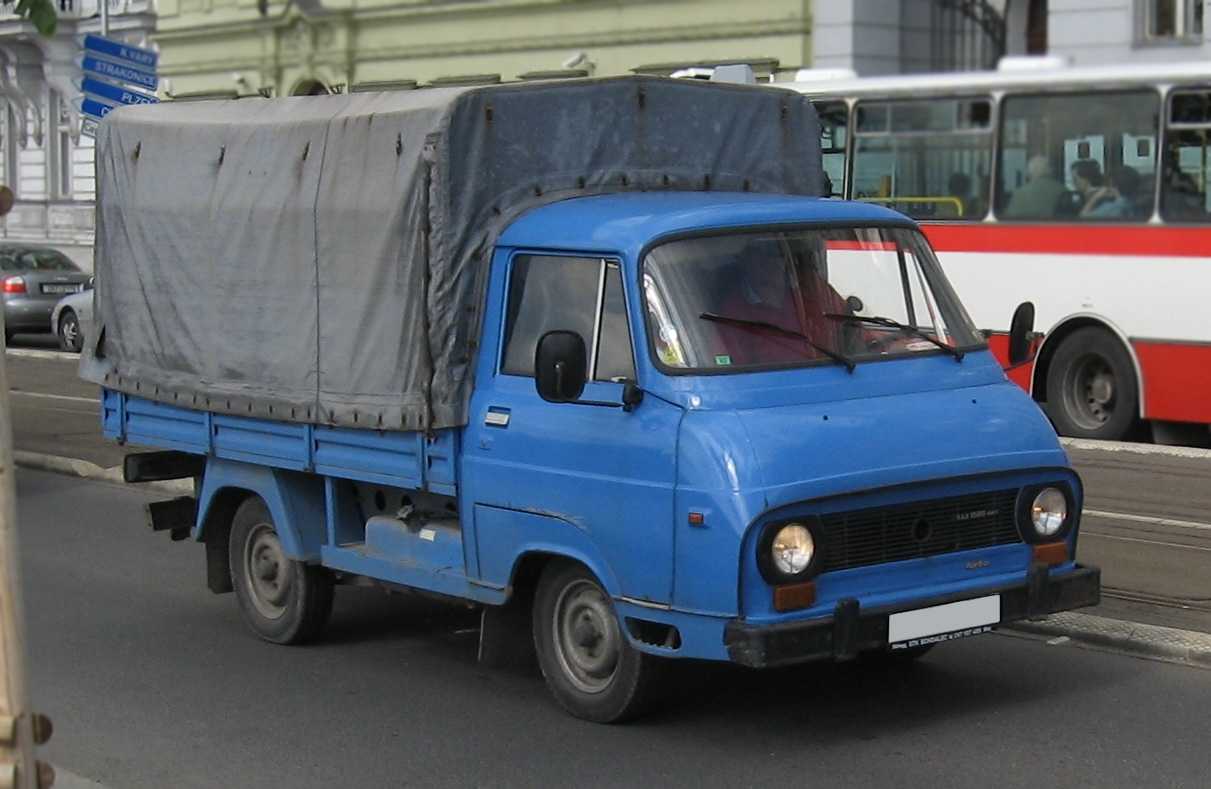
1203型トラック
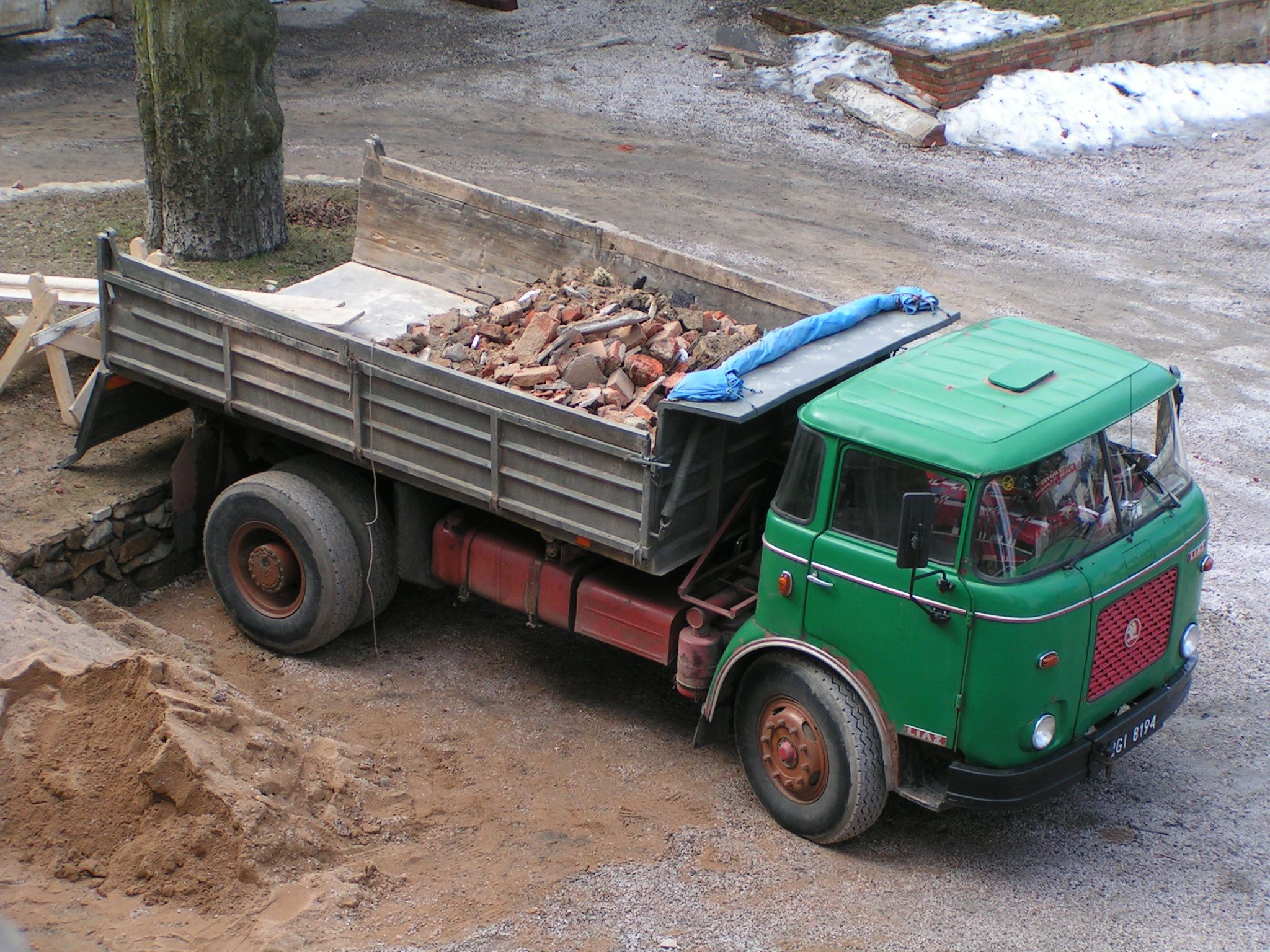
LIAZ706型トラック

## モータースポーツ

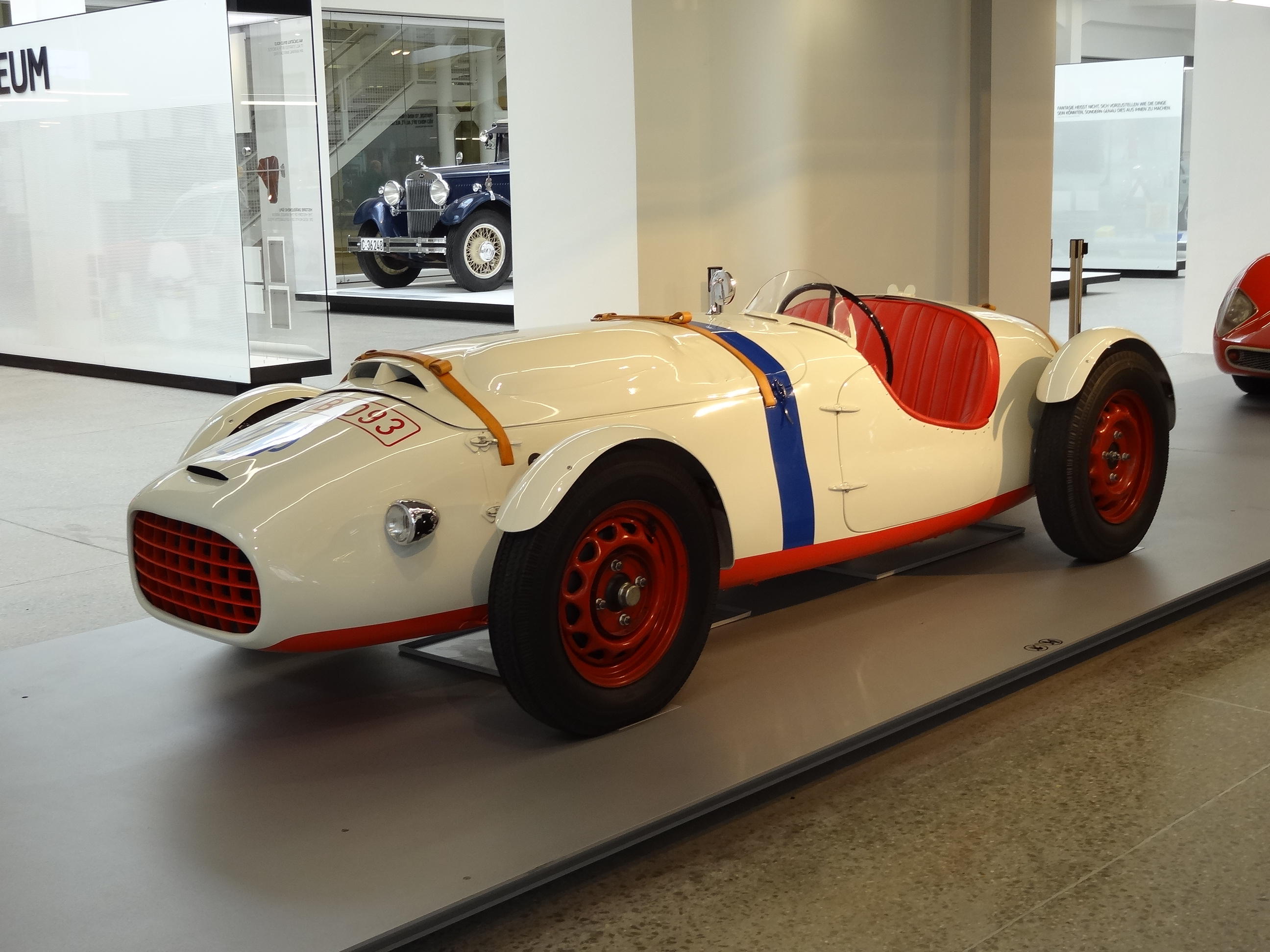
966スーパースポーツ

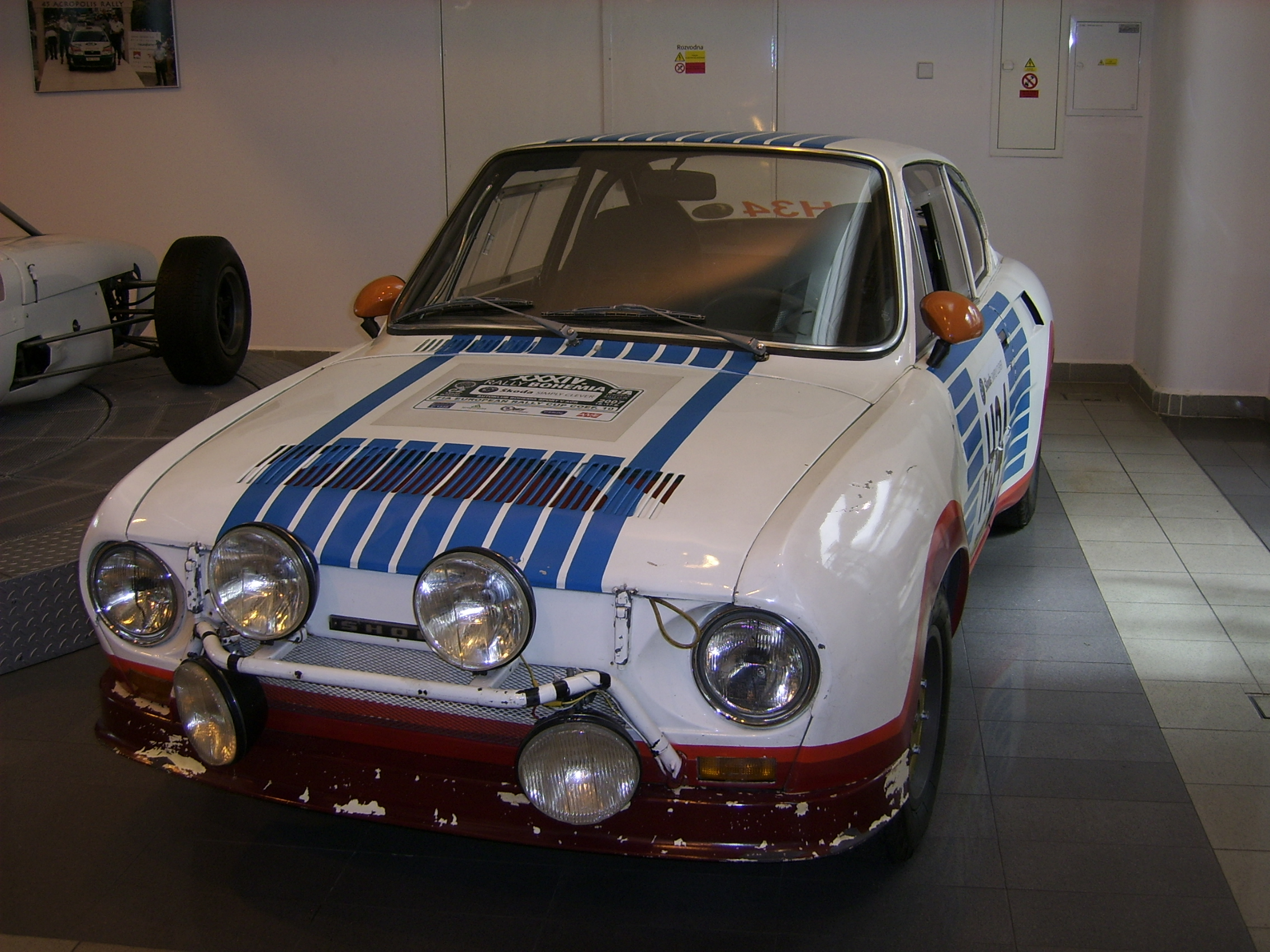
130RS

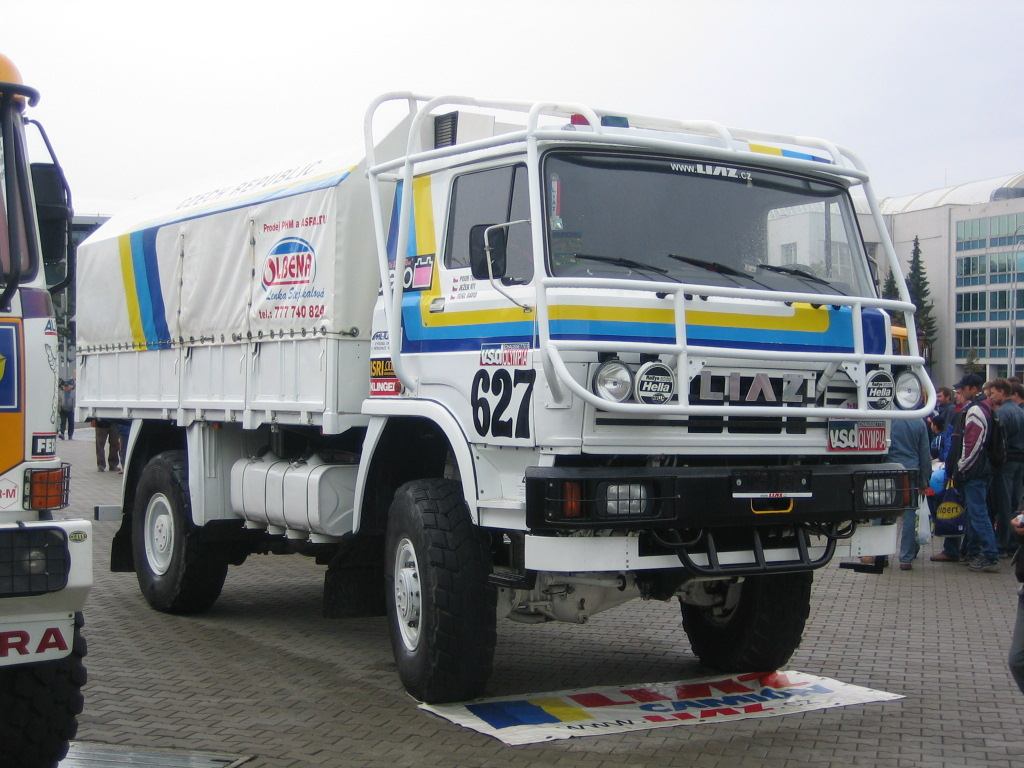
ダカール・ラリーのLIAZ・100.55

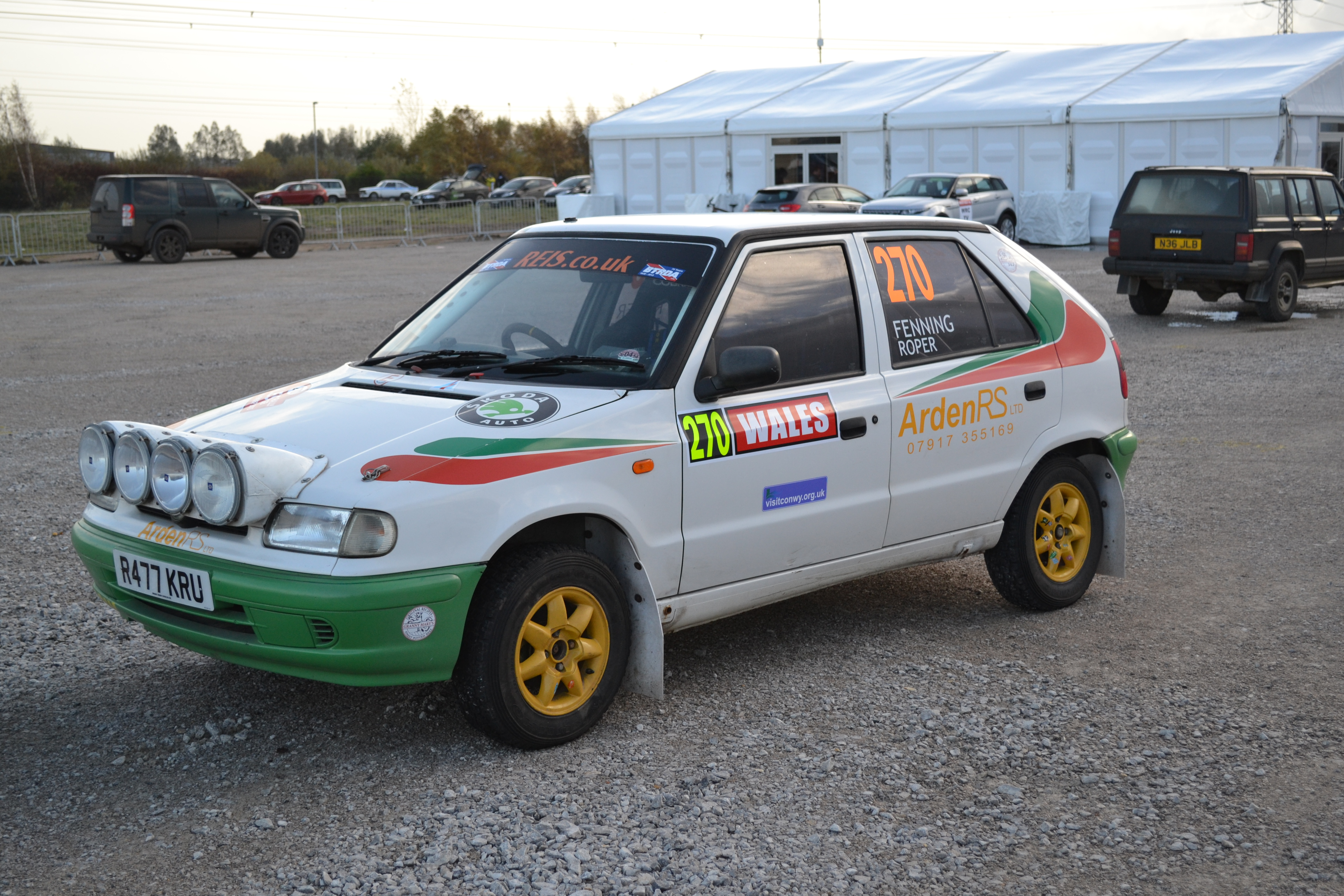
フェリツィア・キットカー

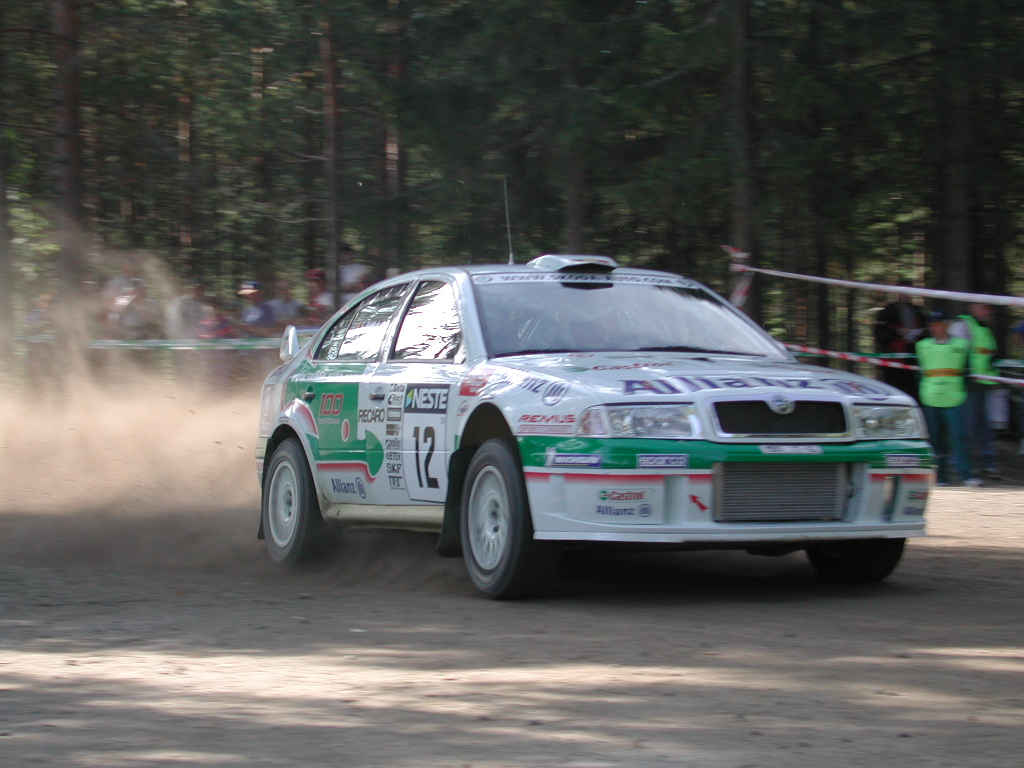
オクタヴィアWRC

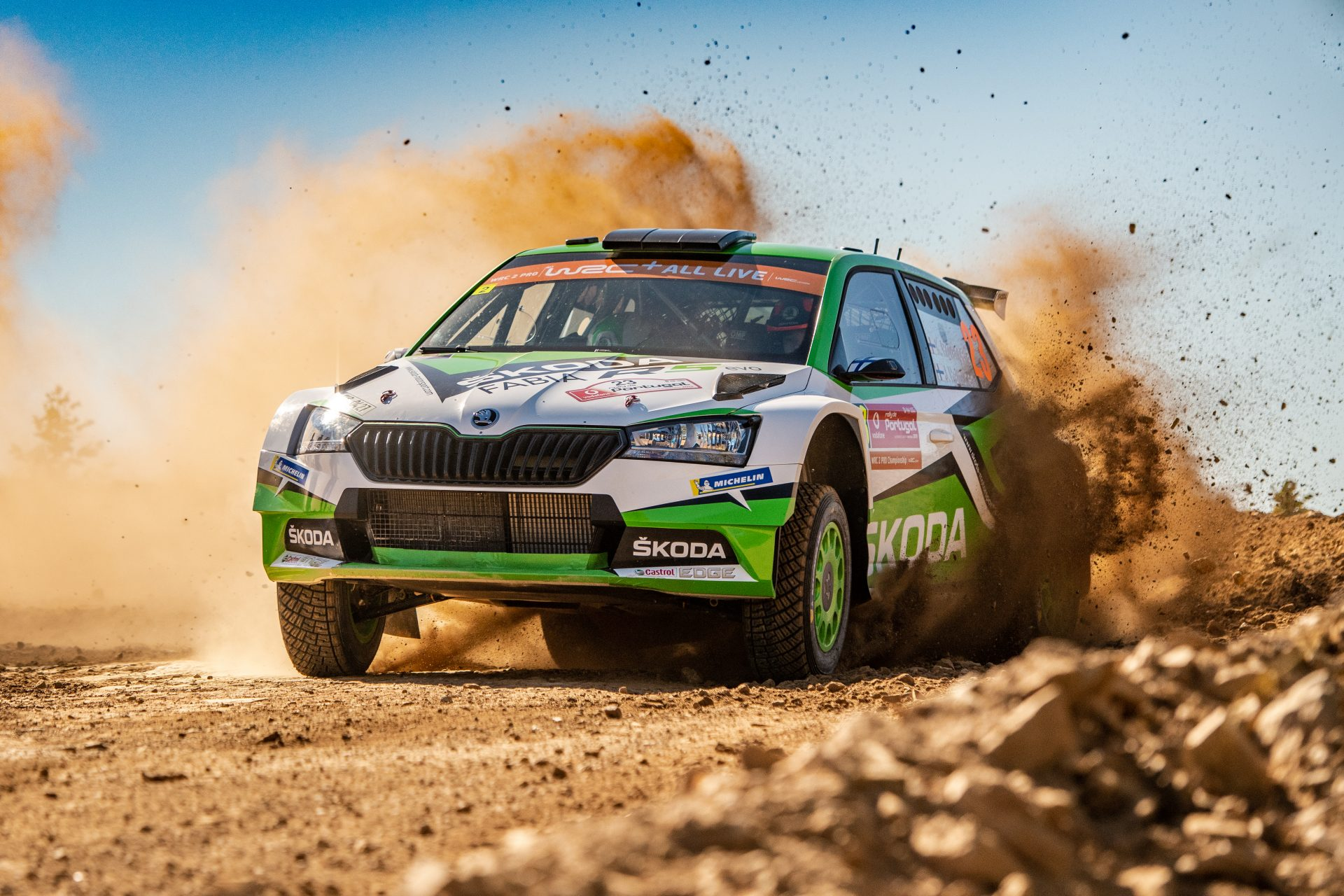
ファビア Rally2 Evo

シュコダのモータースポーツ参戦の歴史は古く、1901年から欧州の様々なレースに参戦していた。戦後も966スーパースポーツや1100OHCといったオープントップのレーシングカーを、チェコスロバキア・グランプリなどのオンロードレースに投入した。1950年にはル・マン24時間レースにも参戦している。
社会主義時代の1960年代からは積極的に国際ラリーに100シリーズなどで出場した。1975年にはFIA世界ラリー選手権（WRC）に130RSのベースモデル（110R）の1.1Lエンジンを1.3LへスープアップしGr.2マシンとして投入。小排気量クラスを席巻し、その"東側"からやってきた流麗なスタイリングのラリーカーは西側諸国でも大きな人気を博していった。その後これを180RS、200RSへと進化させていく。
「シルエットフォーミュラ」と呼ばれた時代のグループ5規定にも130RSで参入し、サーキットとヒルクライムを戦った。
傘下のLIAZも1985年からダカール・ラリーのトラック部門に参戦。同じチェコ勢のタトラを駆るカレル・ロプライスと激闘を繰り広げ、1988年には2位となったが、優勝は果たせなかった。LIAZの破産後はマーティン・マシクSr./Jr.率いるMMテクノロジーや、その支援を受けるビッグショック！レーシング（チェコの栄養ドリンクであるビッグショック！のチーム）が2020年頃まで古いLIAZのトラックに改良を重ねながら参戦。オートマチックトランスミッションを備える最新鋭のマシンたちに食い下がり、2018年には総合5位に入った。
1989年にラリーにファヴォリットを投入。1.3Lの小排気量ながら、1994年には下位カテゴリの「FIA 2リッターワールドカップ」を制覇した。翌1995年にはフェリツィアをF2キットカー化した、フェリツィア・キットカーを投入した。
1999年にWRカー規定に則って開発された四輪駆動車の、オクタヴィアWRCを投入して最高峰クラスへデビュー。最高成績は2001年サファリラリーの3位であった。2003年後半からはオクタヴィアより小さいファビアWRCにスイッチし、2004年のラリーオーストラリアではリタイアまで2位をキープした。同年にはラリージャパンにもワークスとして2台が初出場した。2005年末でワークスとしては撤退。2006年〜2008にはプライベーターがファビアWRCで参戦したが、同期間の最高成績は5位で、総合優勝はついぞ果たせなかった。
その後はスーパー2000規定のファビアを開発し、2009年からのプロダクションカー世界ラリー選手権（PWRC）と、FIA統括のもう1つの国際ラリー選手権であるインターコンチネンタル・ラリー・チャレンジ（IRC)にマニュファクチャラー登録。新開発のファビアS2000はすぐに戦闘力を発揮し、スバル・三菱が制圧していたPWRCやIRCで優勝を収め、2010年にはSWRCでレッドブルがチーム部門、2011年にはSWRCでユホ・ハンニネンがドライバー部門のタイトルを獲得した。またIRCでは2010～2012年にドライバー・マニュファクチャラーを3連覇もしており、スーパー2000においてはWRカー時代からは想像もつかないほどの大成功を収めるに至った。
WRC2発足以後はグループR5（現Rally2）規定のファビアR5でワークス参戦し、2016年〜2019年まで異なるドライバーで5連覇を果たすなどトップコンテンダーとしての地位を確立している。そうした活躍もあってファビアR5は世界中のカスタマーに人気が高く、同規定ではシェアトップを誇る。2019年をもってワークス参戦からは撤退したが、プライベーターへのワークス支援を行って参戦を継続している。
日本のラリーでは導入が遅れていたが、2018年にAPRCチャンピオンとなったCUSCOの炭山裕矢のマシンがファビアR5であった。2020年には福永修もファビアR5を輸入し、ラリージャパンのリハーサルイベントであるセントラルラリーで総合優勝。2021年以降はJRC（全日本ラリー選手権にも）参戦できるようになり、2022年にヘイキ・コバライネンがチャンピオンとなった。JRCで、国内で正規販売されていないメーカーがチャンピオンとなるのは下位クラス含めて前代未聞の出来事である。こうした活躍ゆえに、日本でシュコダの名を聞く場合はラリー関連の話題であることがほとんどである。
近年のシュコダは親会社フォルクスワーゲンのラリー活動の尖兵の役割も担っており、2011〜2012年にフォルクスワーゲン・モータースポーツはファビア S2000を用いてWRCにエントリーし、本格参戦に向けてドライバーやチームオペレーションの訓練を行っていた。これが奏功してポロ WRCは初年度から撤退まで無傷の4連覇を達成している。また2018年〜2020年に販売されていたポロ GTI R5は、既にR5で実績を積んでいたシュコダとの共同開発であった。ちなみにポロとファビアは市販車でも兄弟車の間柄である。
急速なEVシフトの波によりフォルクスワーゲンはモータースポーツ事業から撤退してしまうが、シュコダはラリーカーの生産・販売・サポートを継続。2022年には前年フルモデルチェンジしたファビアのRally2仕様も公開している。

## 民営化後の車種一覧

### 市販車
- ファヴォリット（Favorit）（1987年 - 1995年）
- フェリツィア（Felicia）（1994年 - 2001年）
- オクタヴィア（Octavia）（1996年 - ）フォルクスワーゲン・ゴルフベースの5ドアハッチバック車およびステーションワゴン
- ファビア（Fabia）（1999年 - ）フォルクスワーゲン・ポロベースのハッチバック車
- スペルブ（Superb）（2002年 - ）フォルクスワーゲン・パサートベースのセダン
- ルームスター（Roomster）（2006年 - 2015年）
  - プラクティク（Praktik） - ルームスターのパネルバン仕様
- イエティ（Yeti）（2009年 - 2017年）
- シティゴ（Citigo）（2011年 -2020年 ）フォルクスワーゲン・up!のリバッジ車
- ラピッド（Rapid）（2012年 - 2019年）ファビアとオクタヴィアの中間のクラスの車種だが、インドと中国市場はそれぞれフォルクスワーゲン・ヴェントとフォルクスワーゲン・サンタナのリバッジ車
- コディアック（Kodiaq）（2016年 - ）中型クロスオーバーSUV
- カロック（Karoq）（2017年 - ）小型クロスオーバーSUV
- カミック（Kamiq）（2017年 - ）小型クロスオーバーSUV
- スカーラ（Scala）（2019年 - ）ラピッドの後継でファビアとオクタヴィアの中間のクラスとなる5ドアハッチバック車
- エニアック（Enyaq）（2021年 - ）シュコダ初の電動クロスオーバーSUV

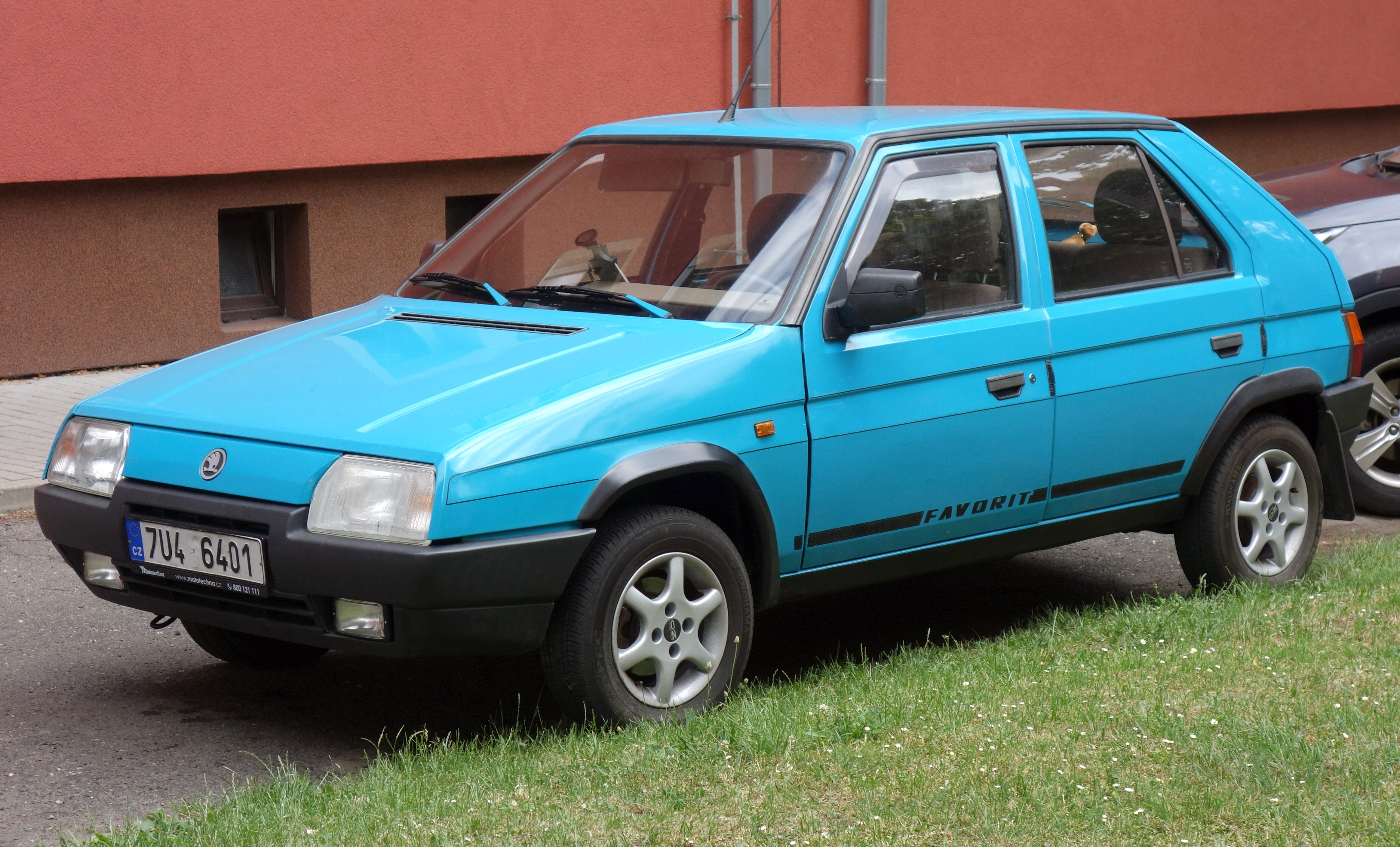
ファヴォリット
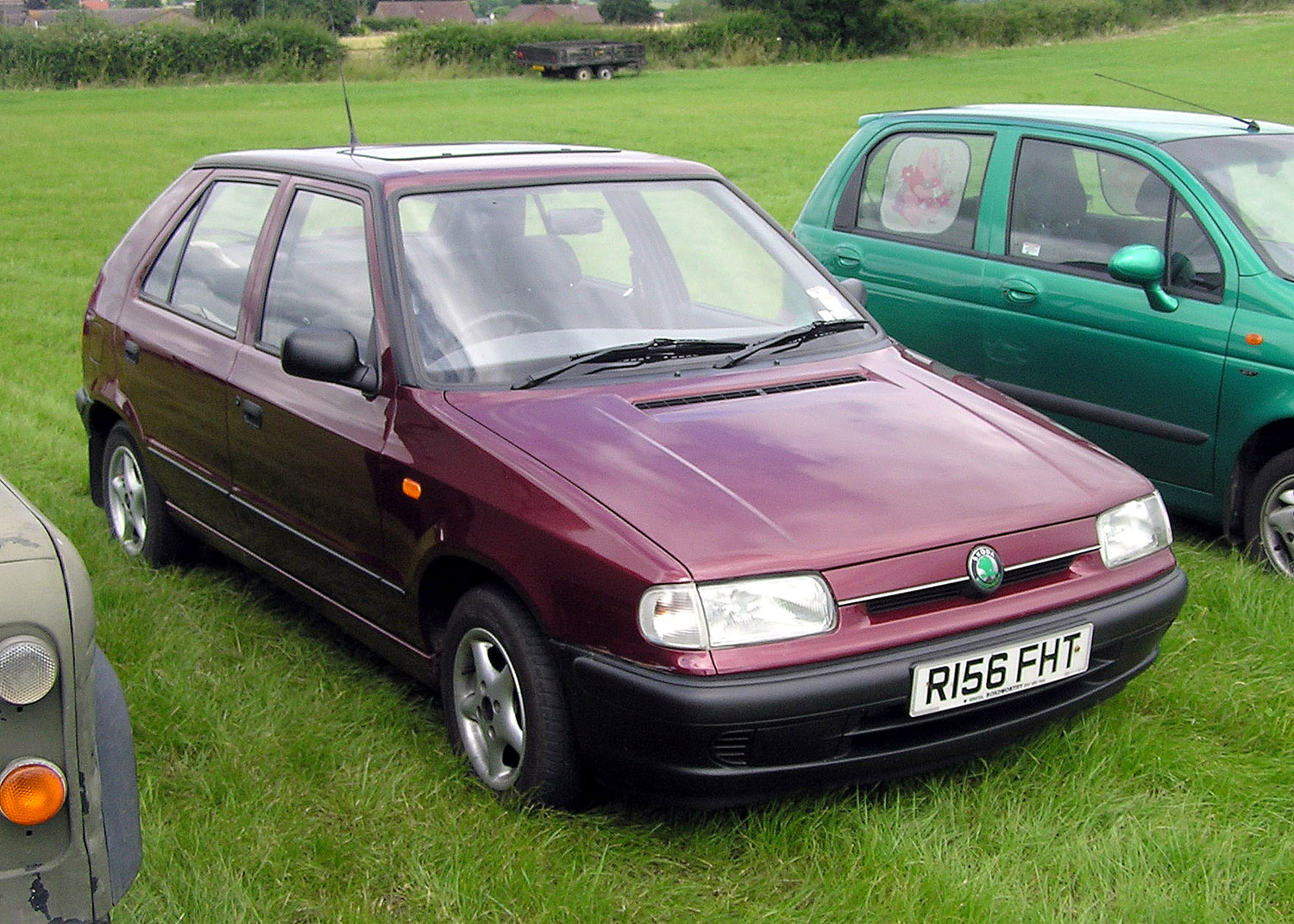
フェリツィア
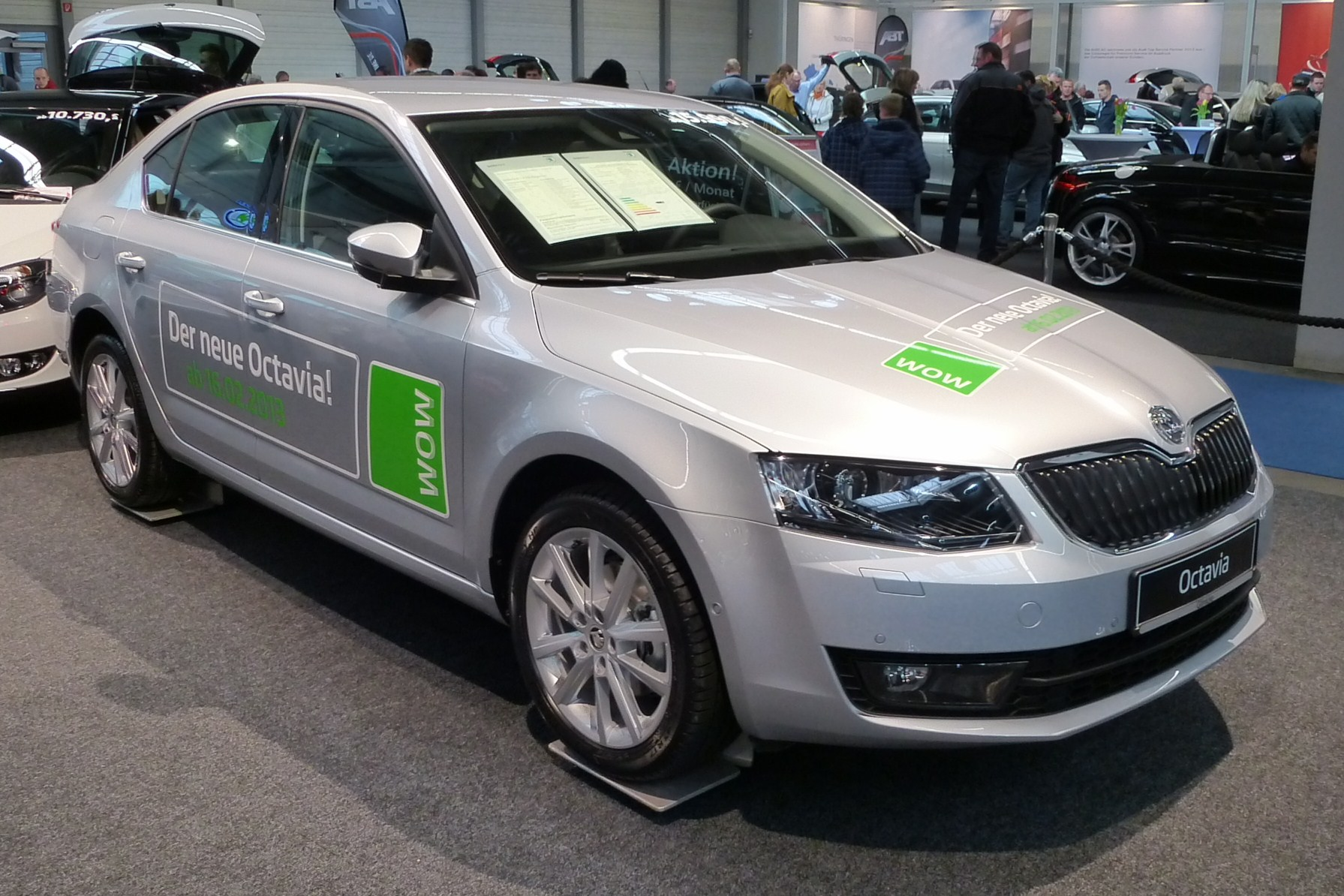
オクタヴィア
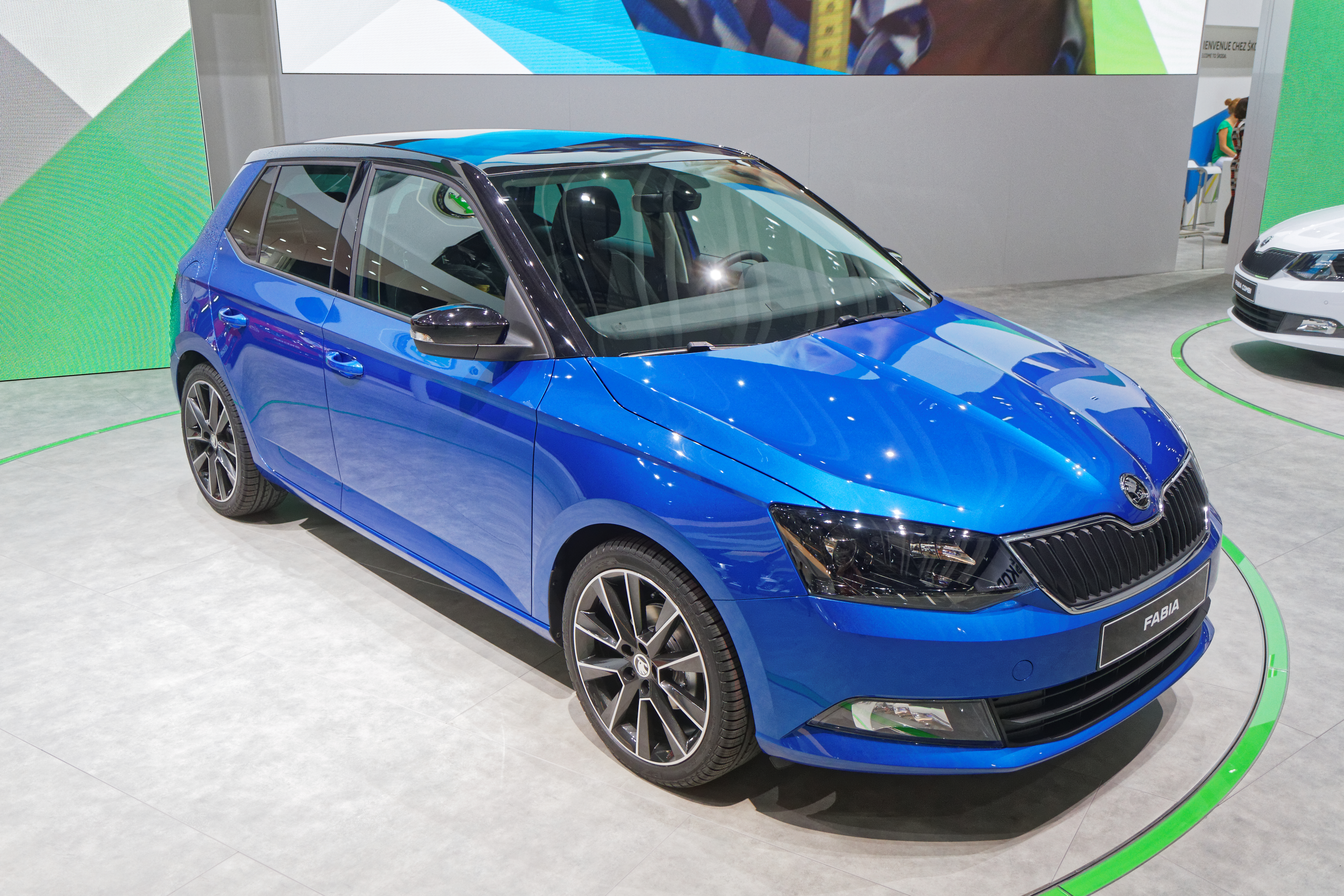
ファビア
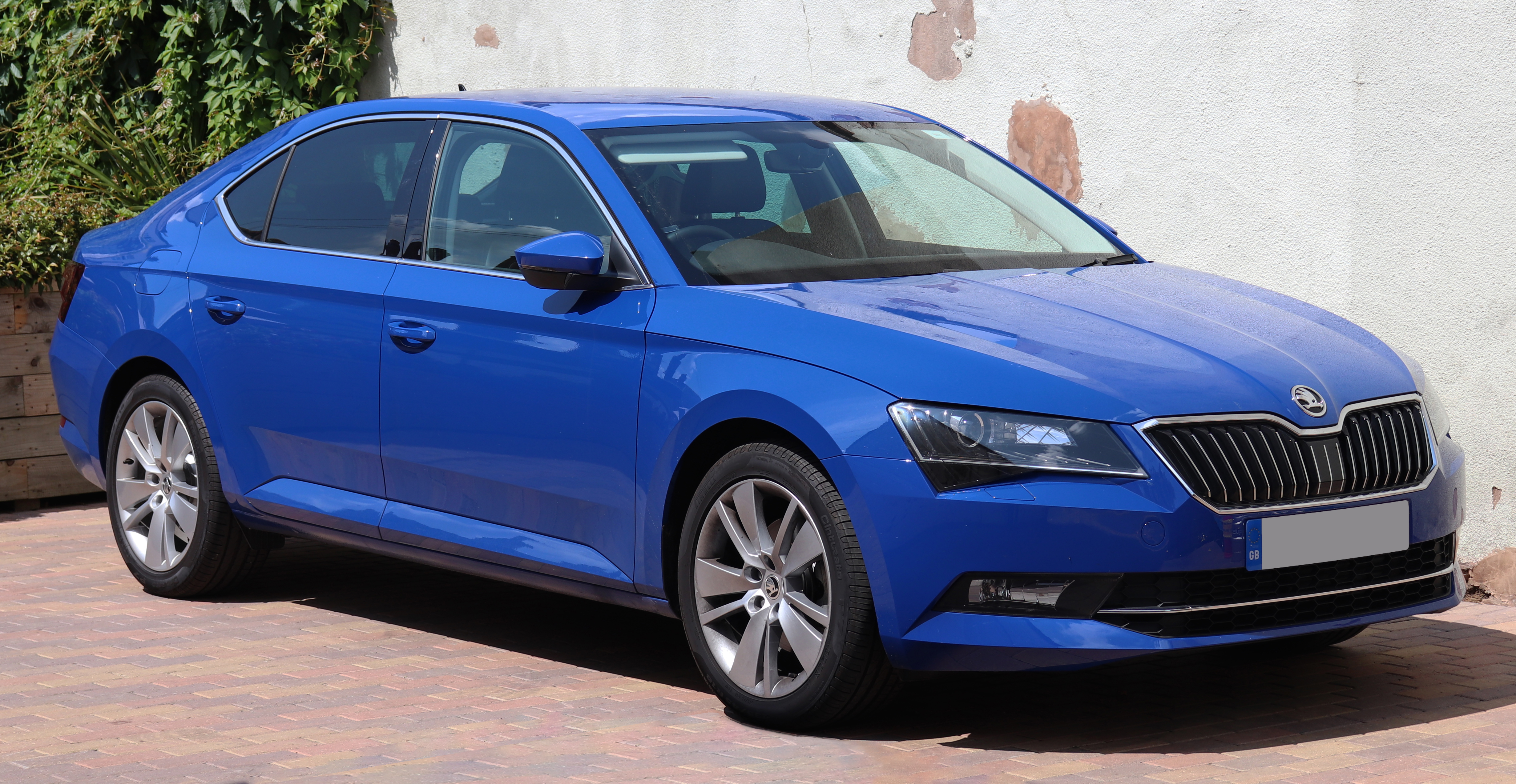
スペルブ
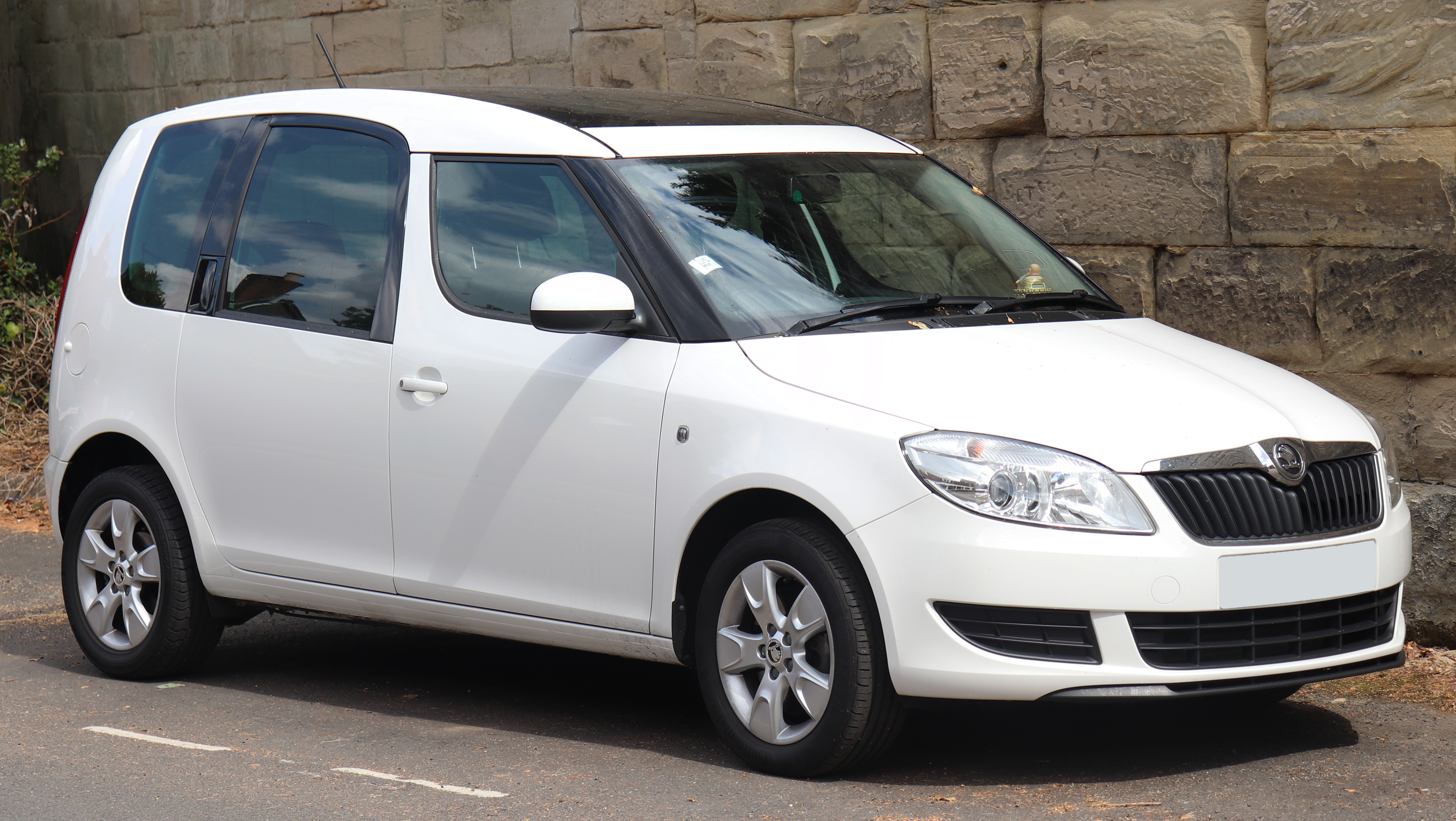
ルームスター
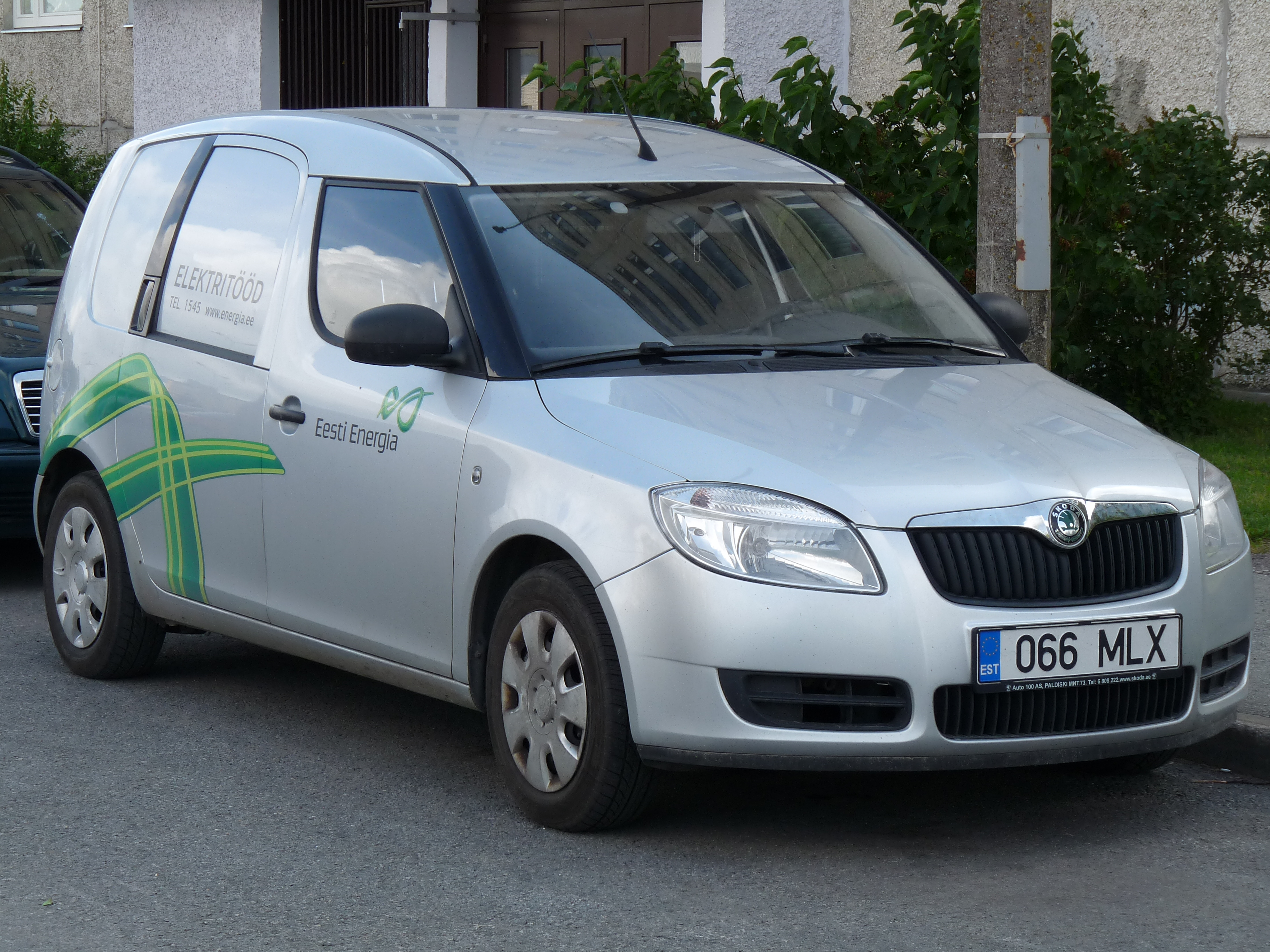
プラクティク
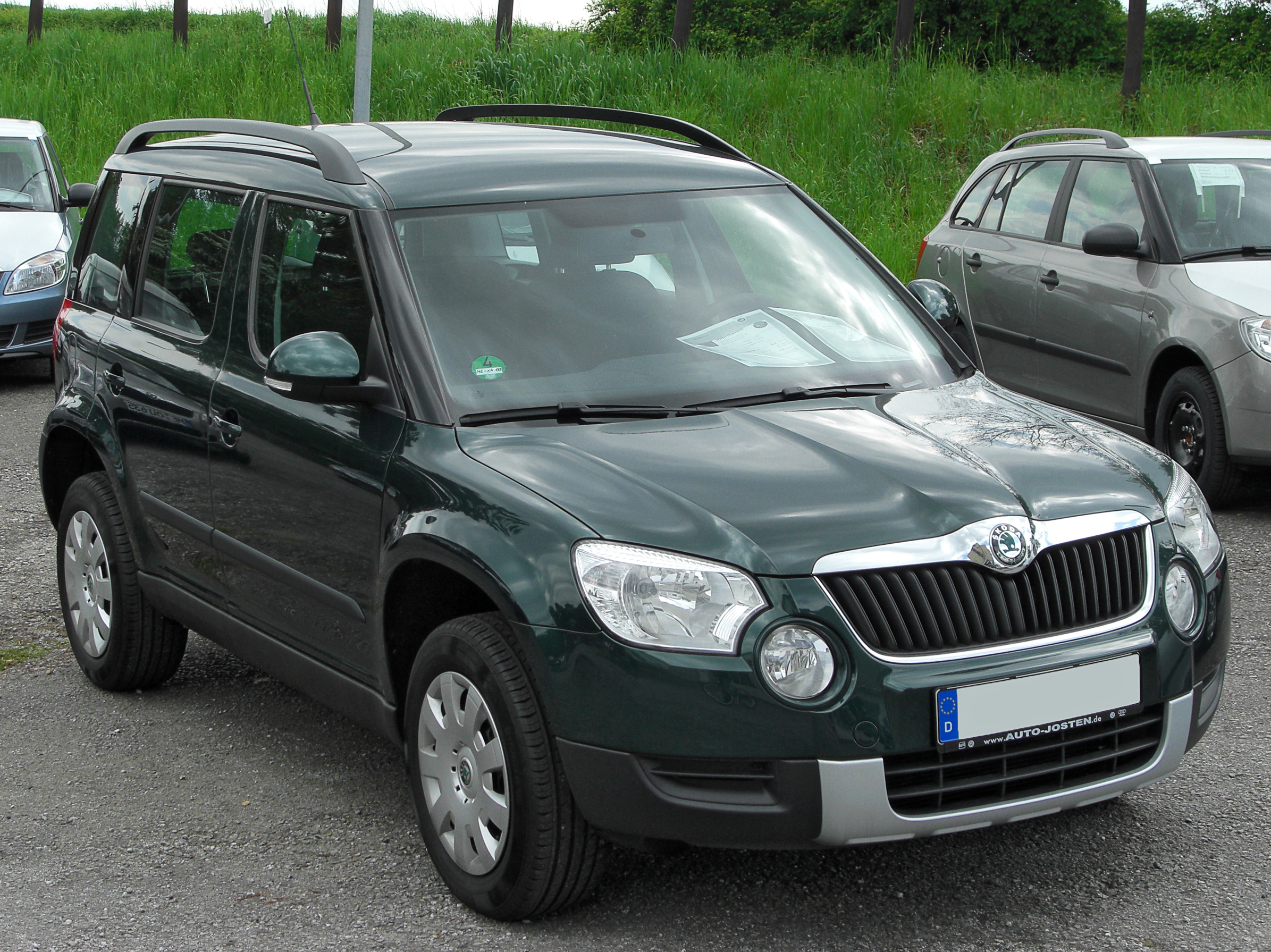
イエティ
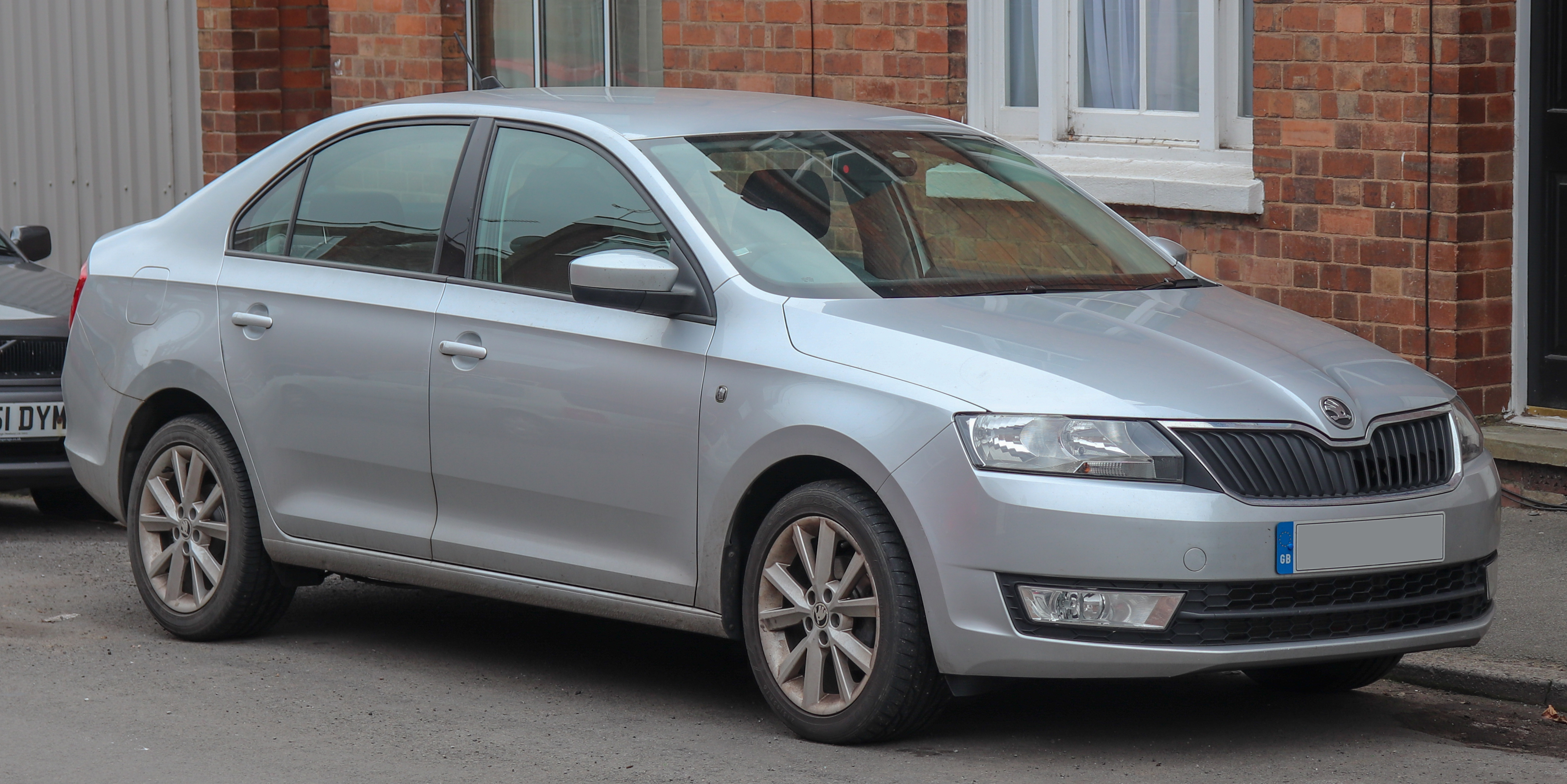
ラピッド
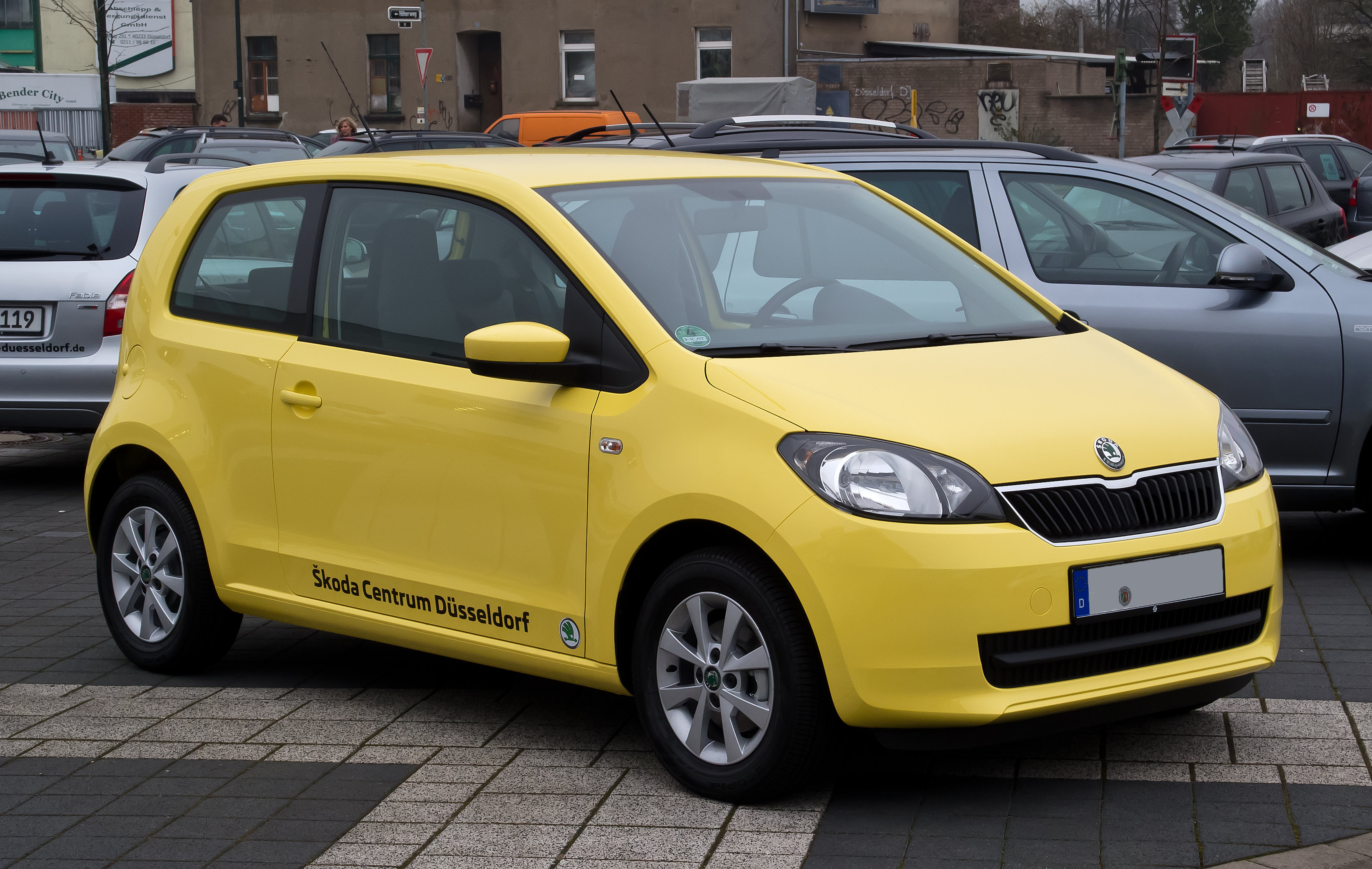
シティゴ
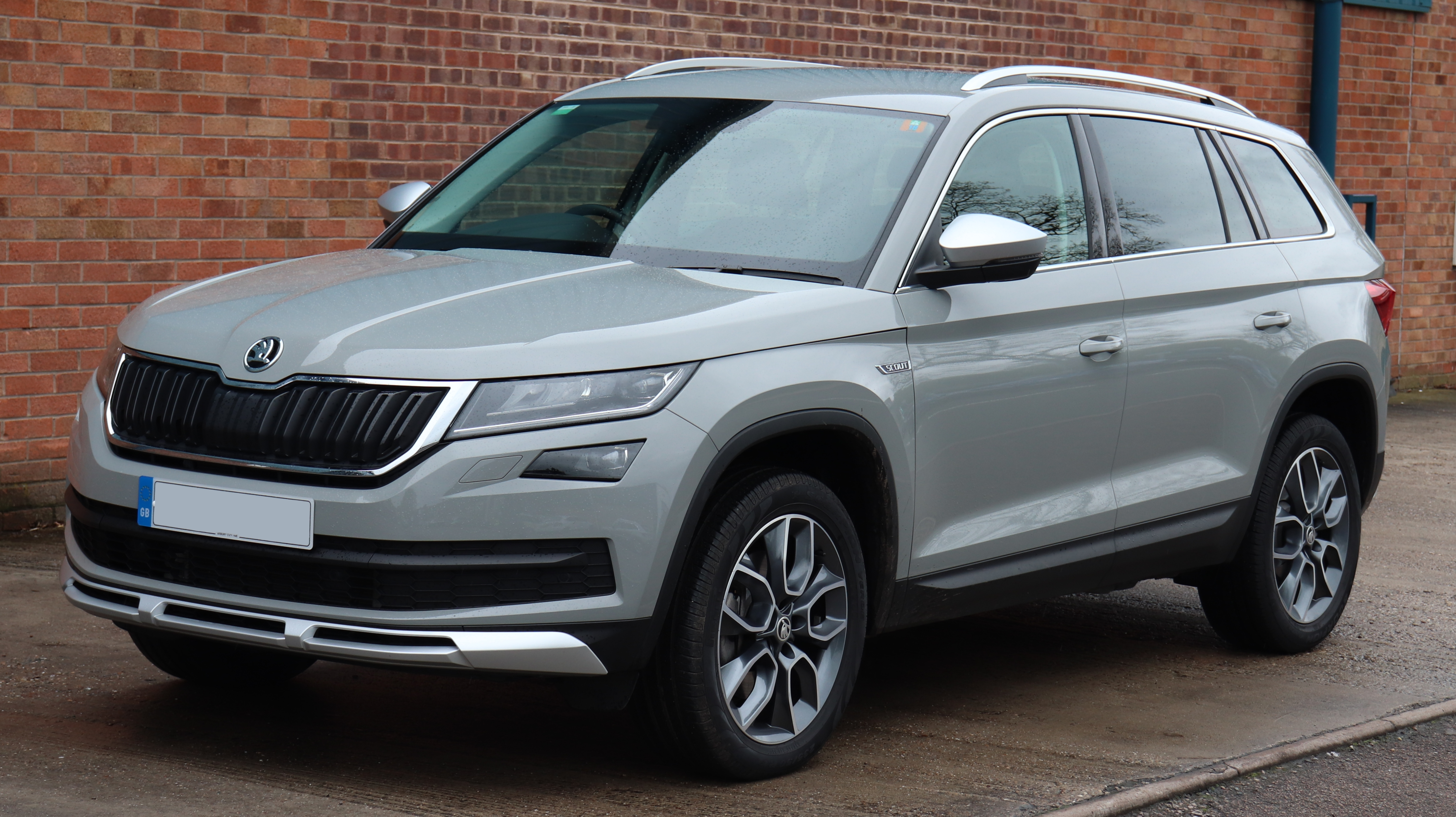
コディアック
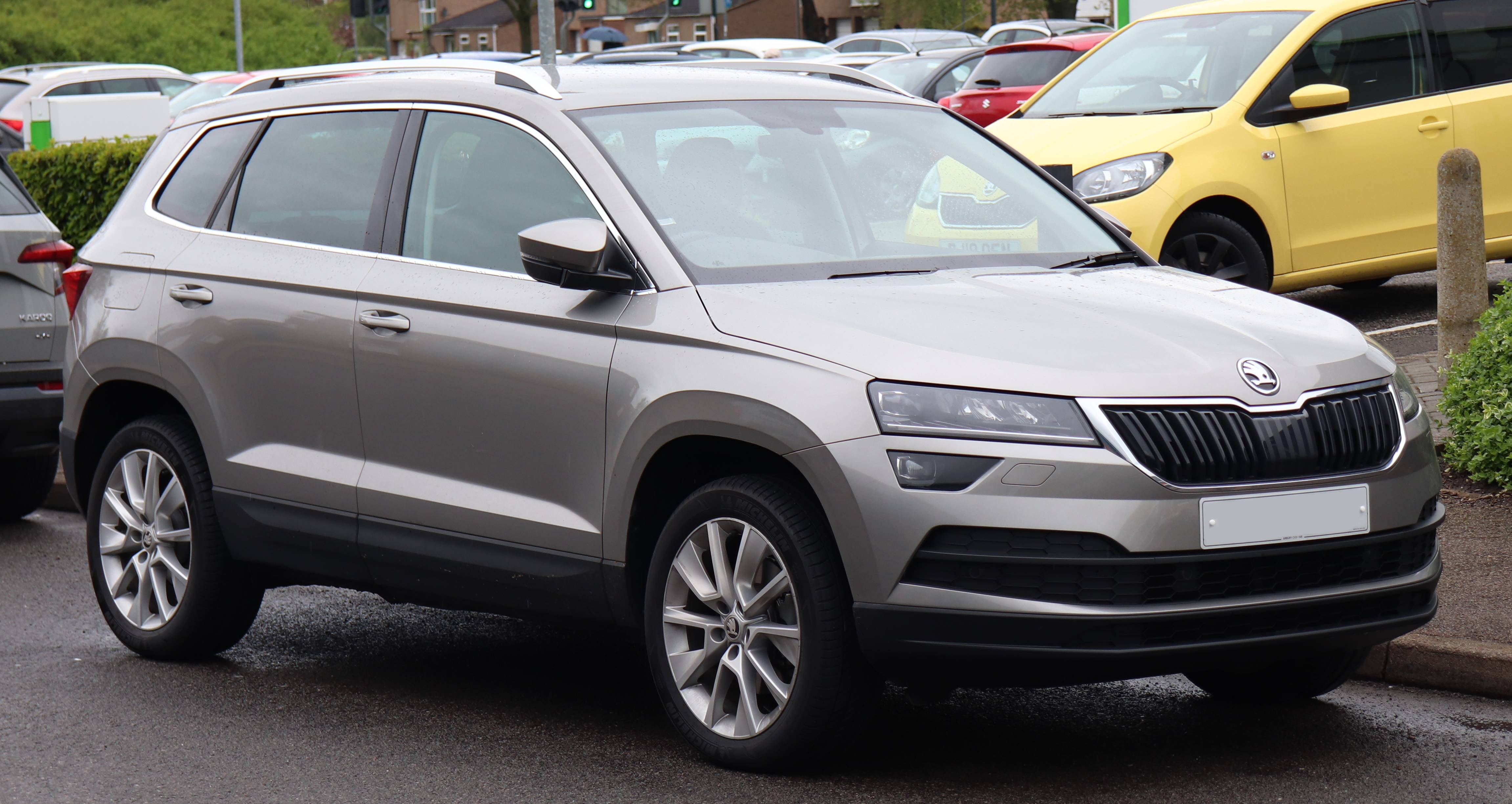
カロック
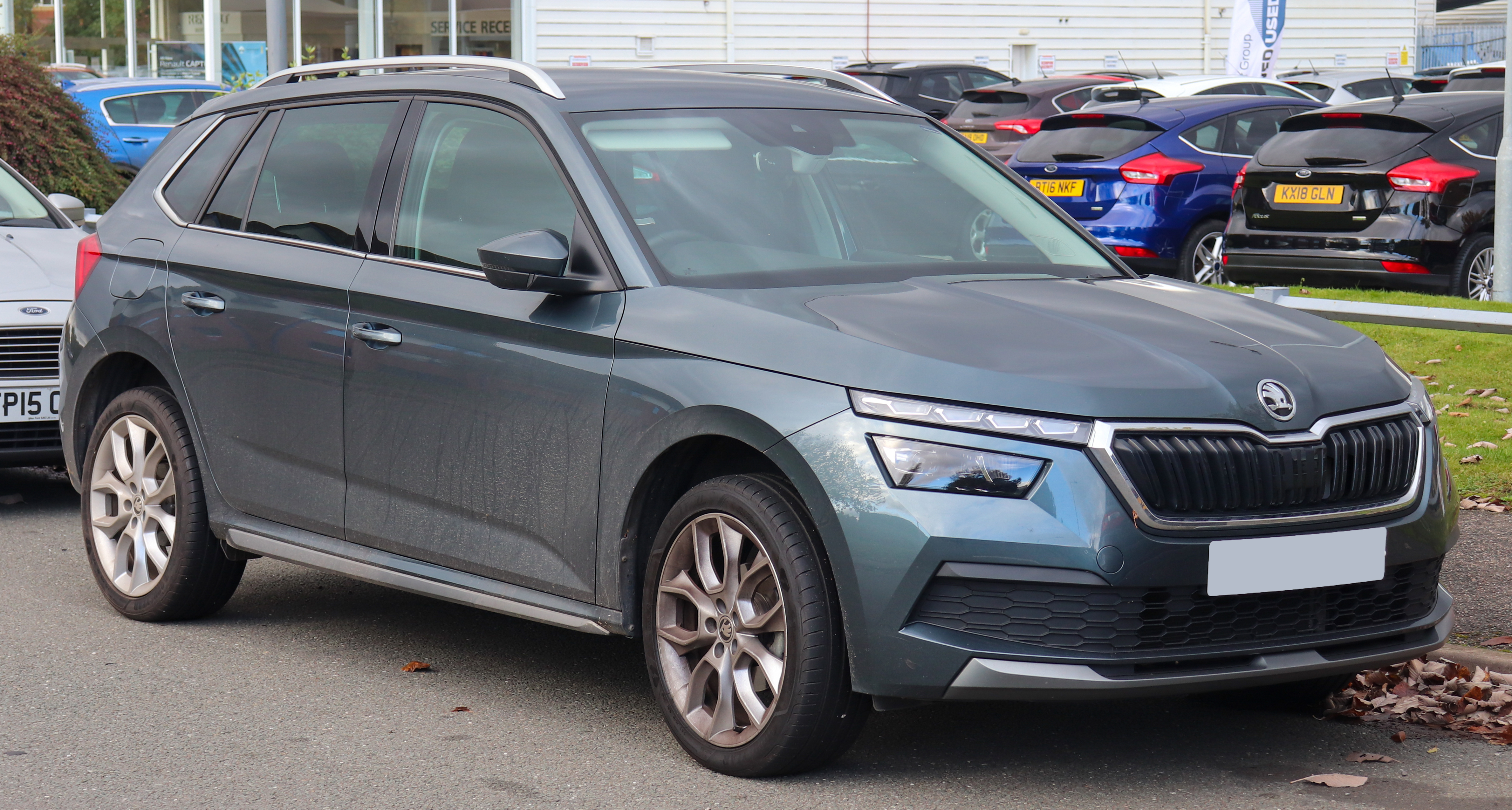
カミック
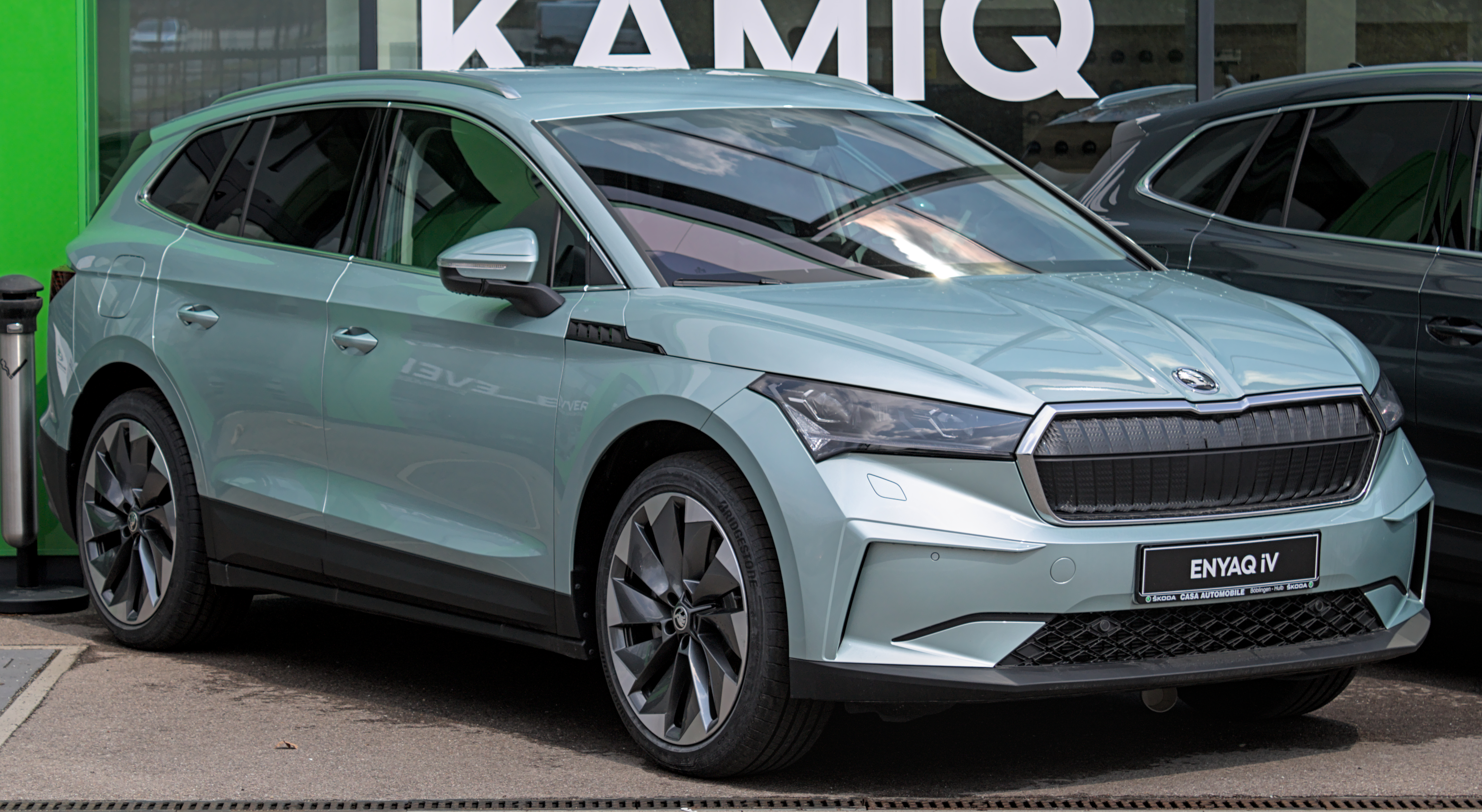
エニアック

### コンセプトカー
- Winnetou（1967年）
- 110スーパースポーツ（1972年）
- モントレックス（Montreux）（2001年）
- チューダー（Tudor）（2002年）
- ファビア パリ（2002年）
- Ahoj!（2002年）
- ルームスター コンセプト（2003年）
- エンヴィ（Enve）（2004年）
- イエティ コンセプト（2005年）
- イエティ ロードスター（2005年）
- ジョイスター（Joyster）（2006年）
- オクタヴィア グリーン Eライン コンセプト（2010年）
- ビジョンD（2011年）
- ファビア RS 2000（2011年）
- ミッションL（2012年）
- シティゴ ラリーコンセプト（2012年）
- ラピッド スポーツコンセプト（2013年）
- イエティ エクストリーム（2014年）
- ビジョン C（2014年）
- ファビア R5 コンセプト（2014年）
- シティジェット（Citijet）（2014年）
- ファンスター（FUNstar）（2015年）
- ビジョンS（2016年）
- アテロ（Atero）（2016年）
- ビジョン E（2017年）
- エレメント（Element）（2017年）
- ビジョン X（2018年）
- ビジョンRS（2018年）
- サンロック（Sunroq）（2018年）
- ビジョン iV（2019年）
- モンティアック（Mountiaq）（2019年）
- ビジョンGT コンセプト（2019年）
- ビジョン IN（2020年）
- スラヴィア コンセプト（Slavia Concept）（2020年）
- ビジョンGT（2022年）
- ビジョン 7S（2022年）

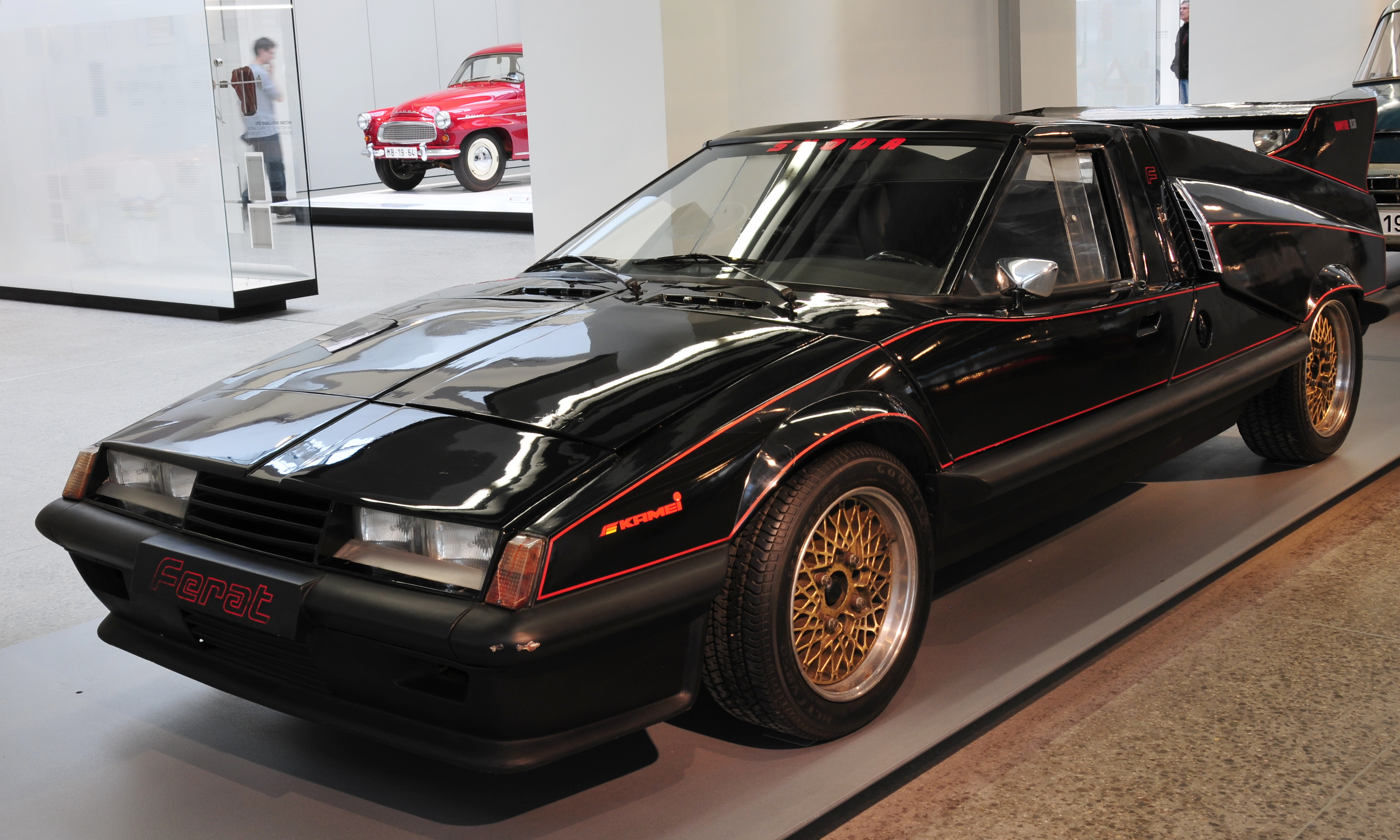
110スーパースポーツ
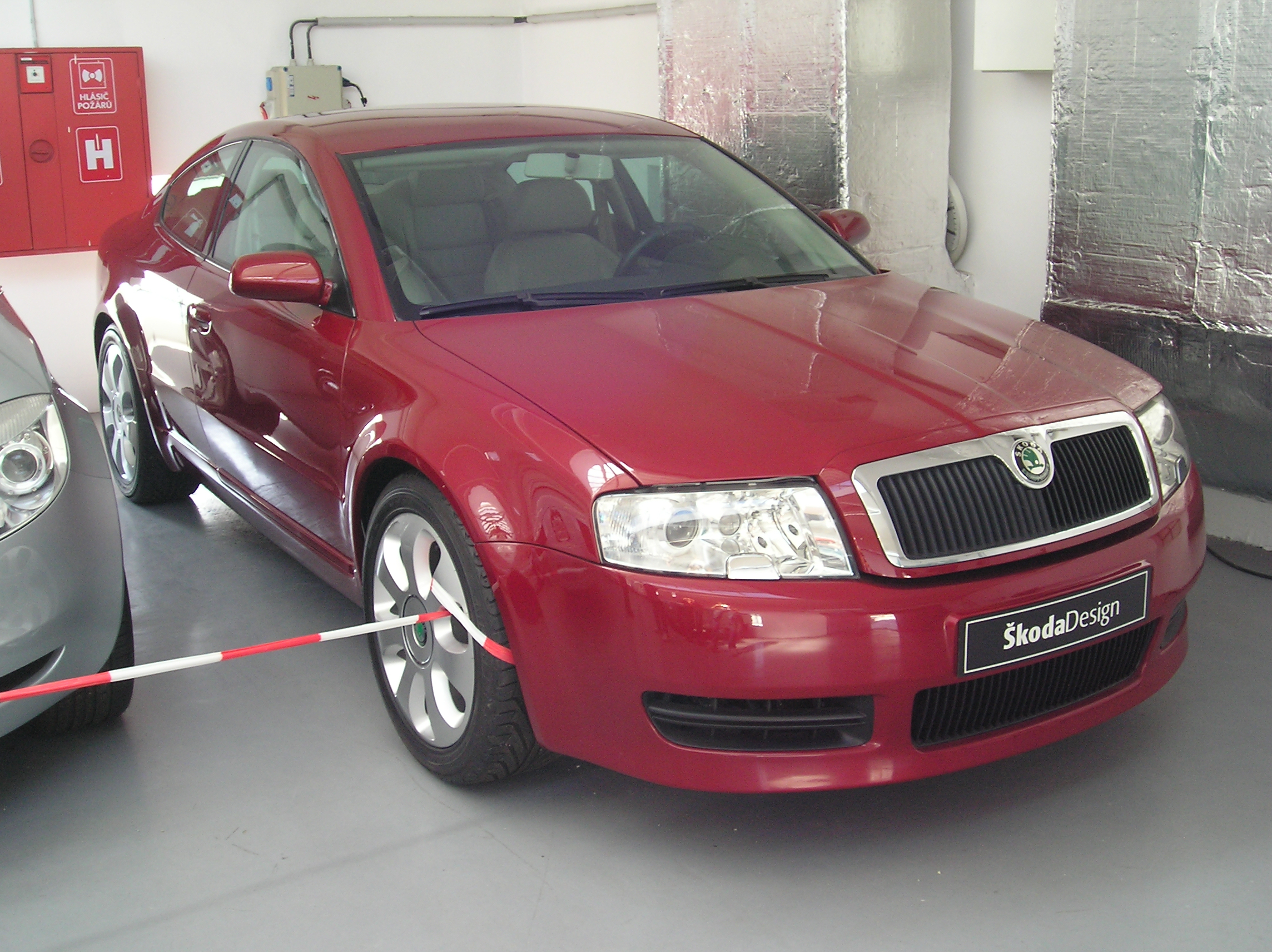
チューダー
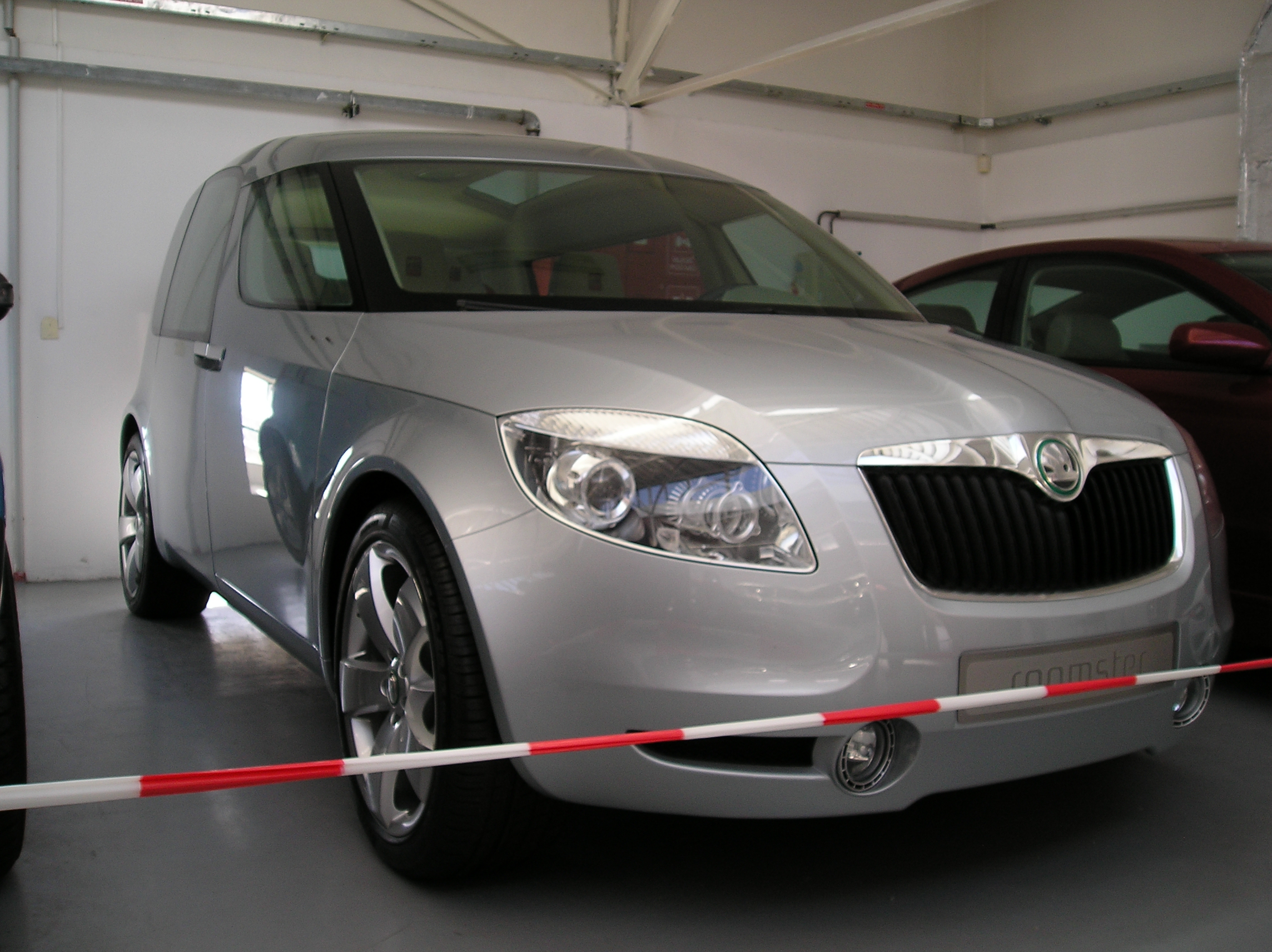
ルームスター コンセプト
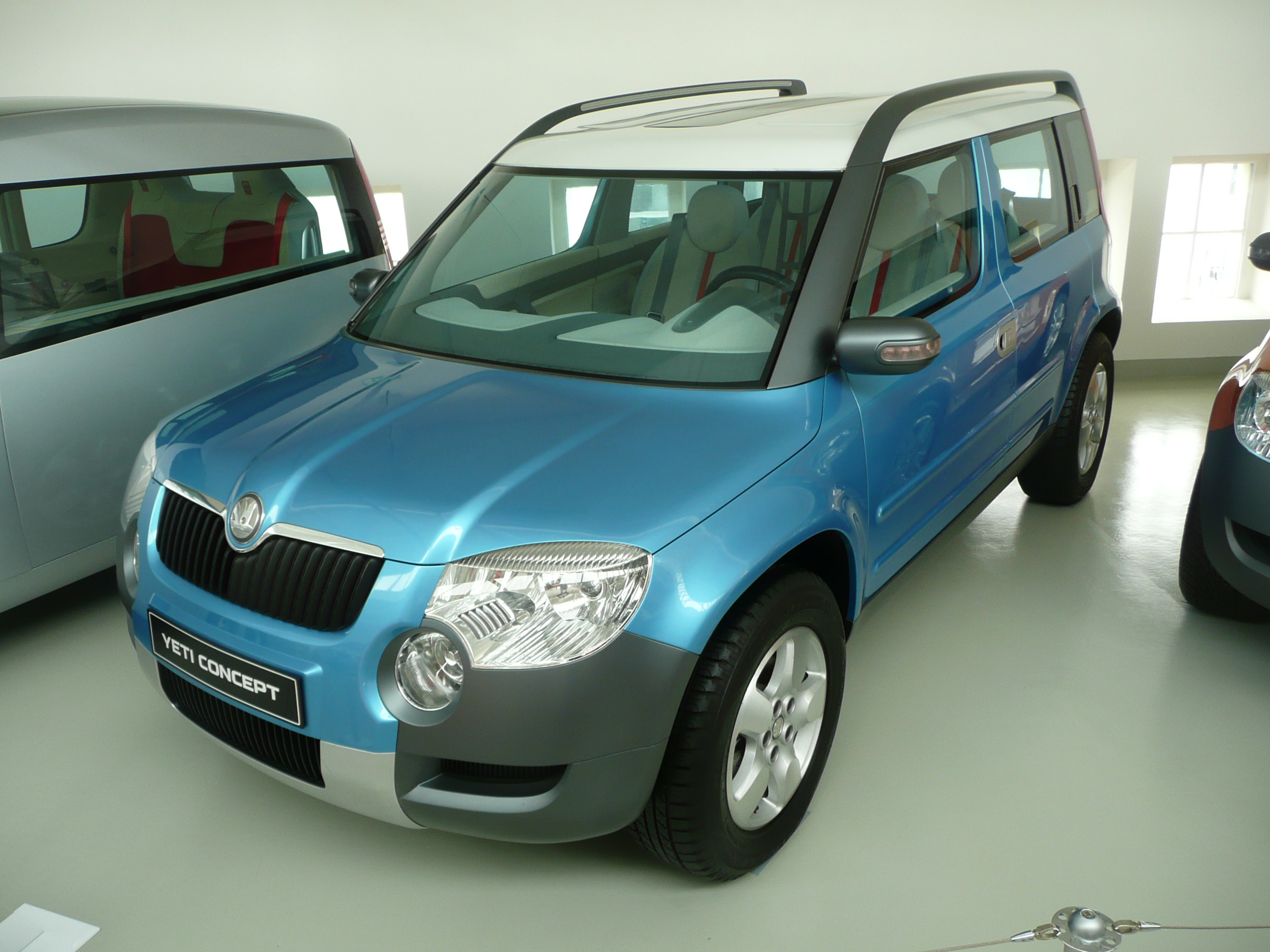
イエティ コンセプト
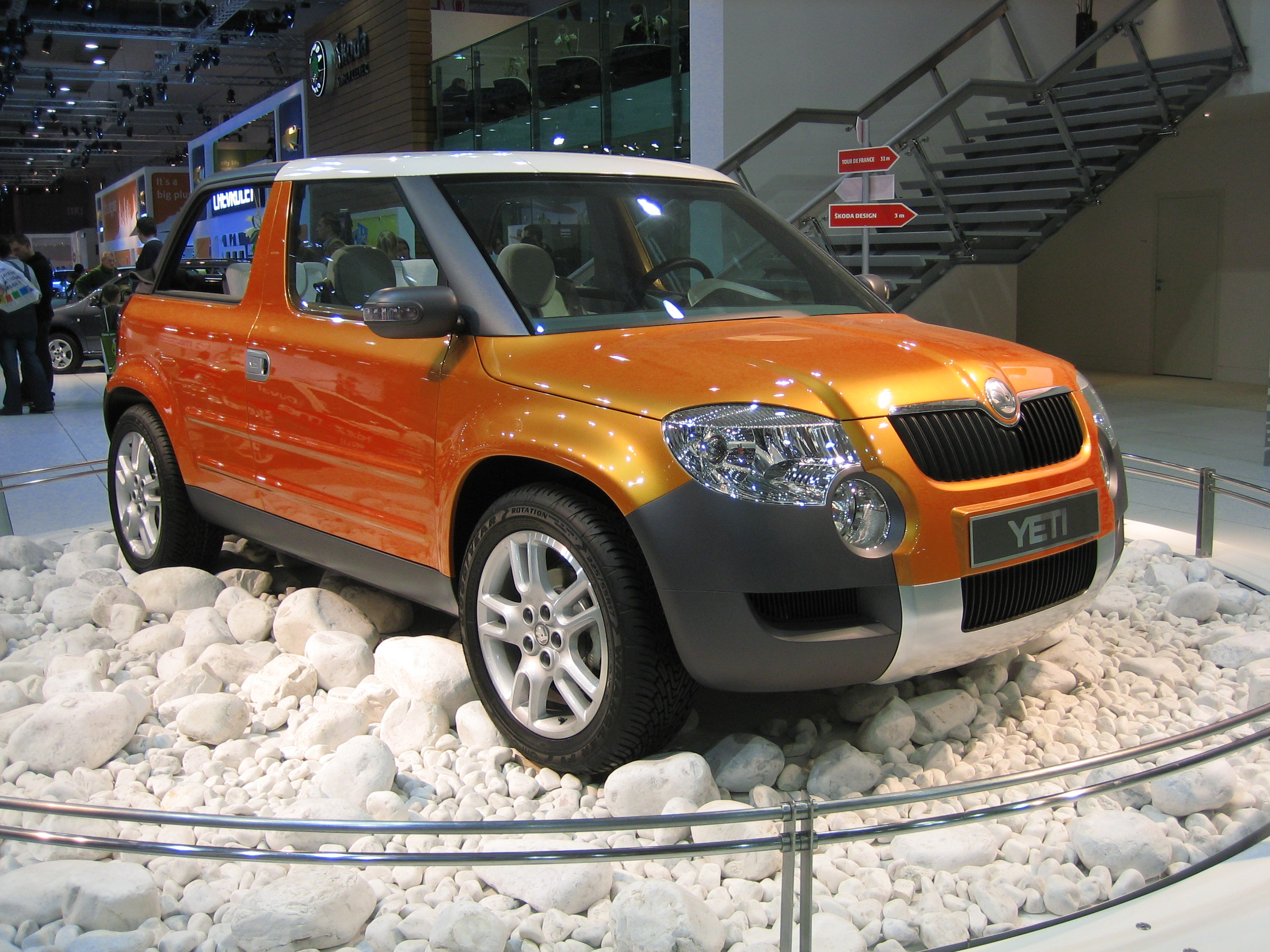
イエティ ロードスター
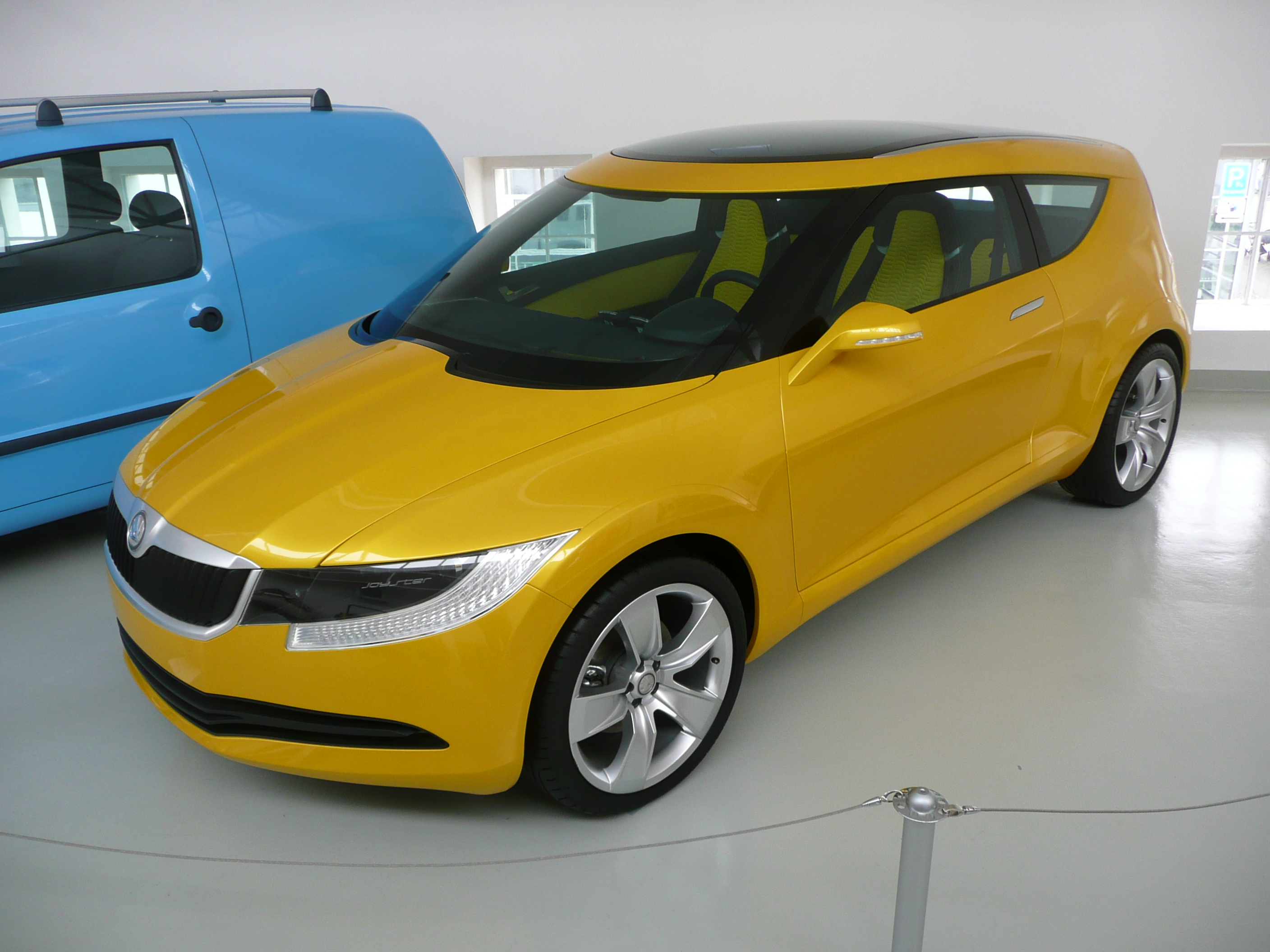
ジョイスター
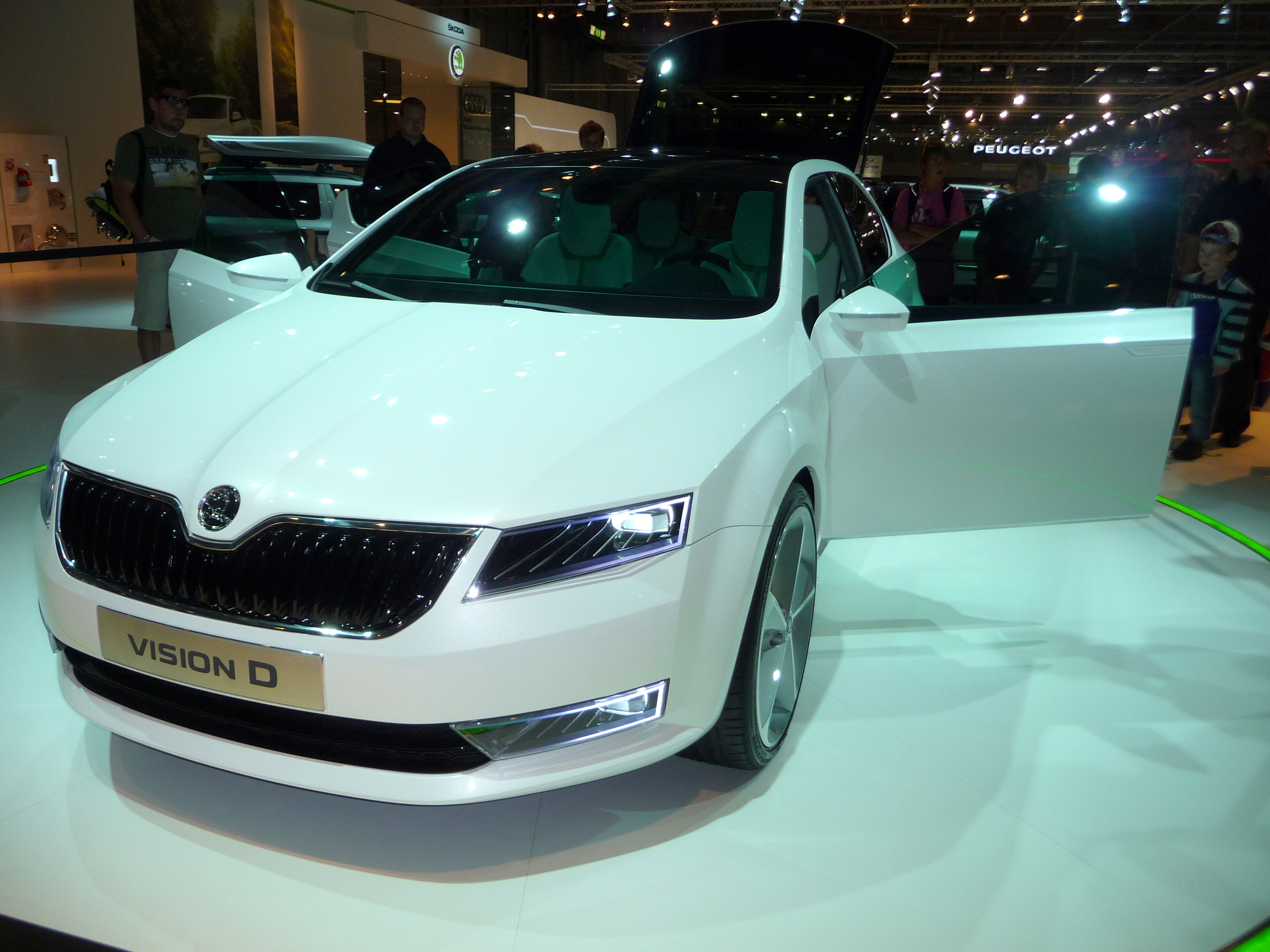
ビジョンD
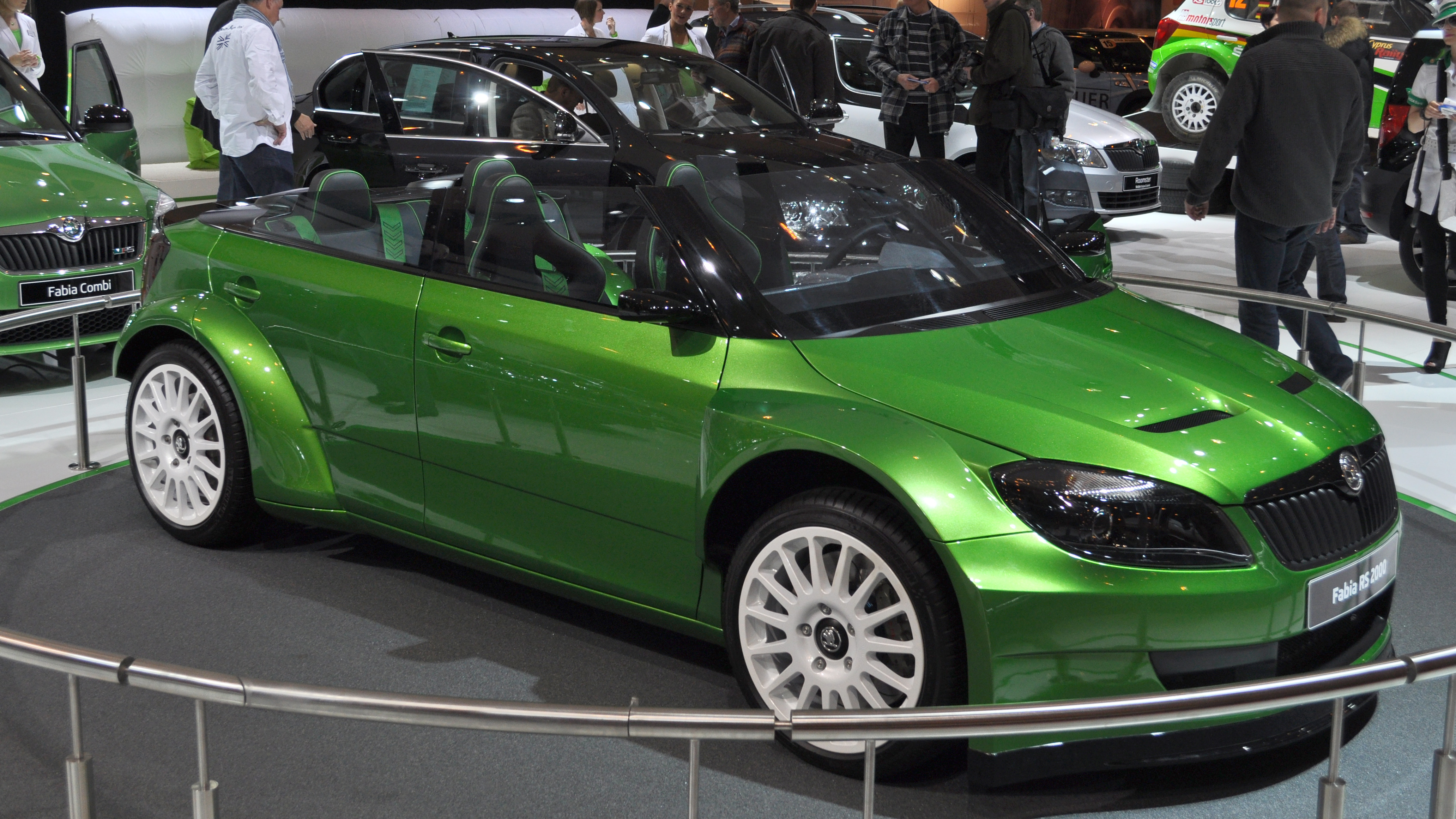
ファビア RS 2000
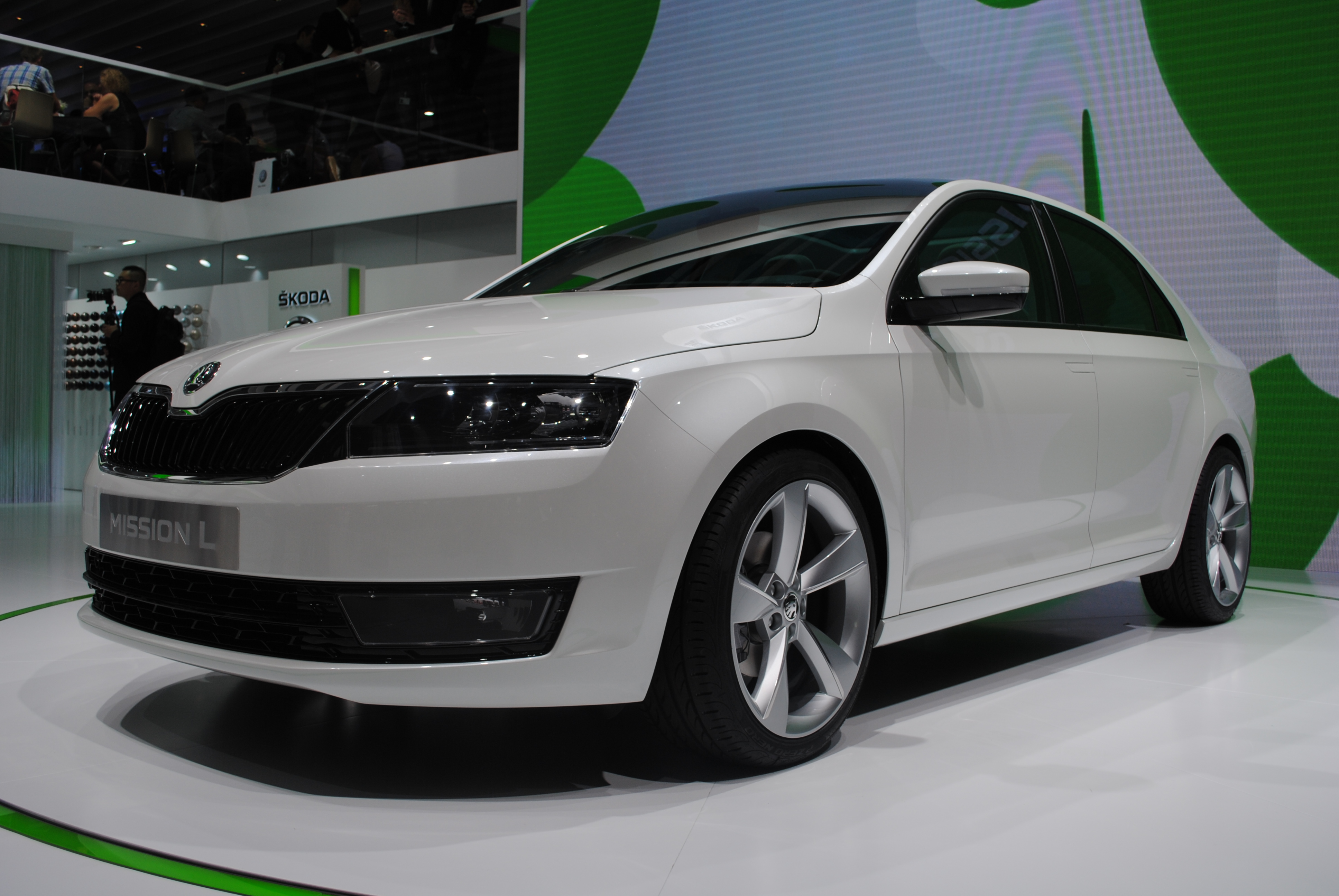
ミッションL
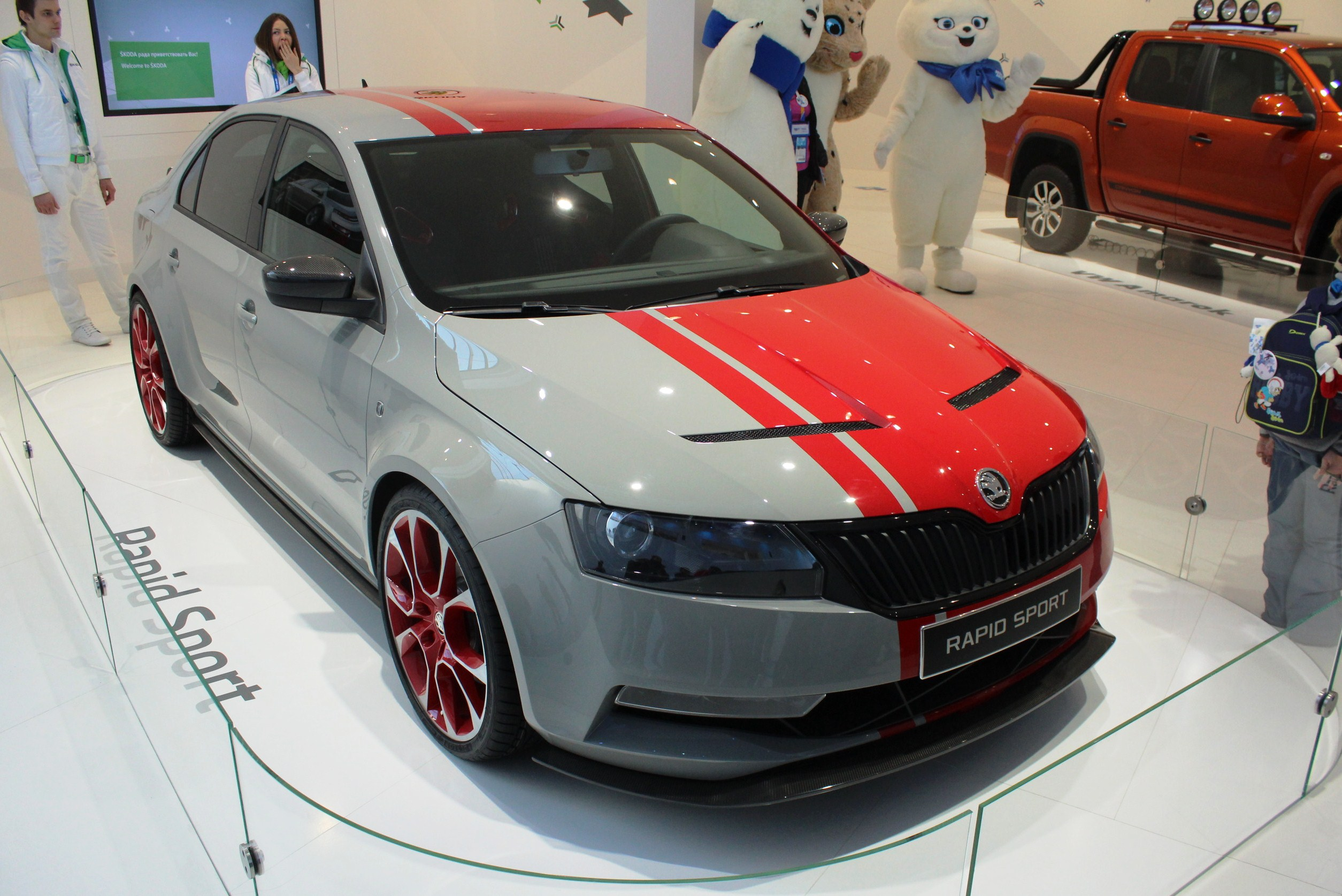
ラピッド スポーツコンセプト
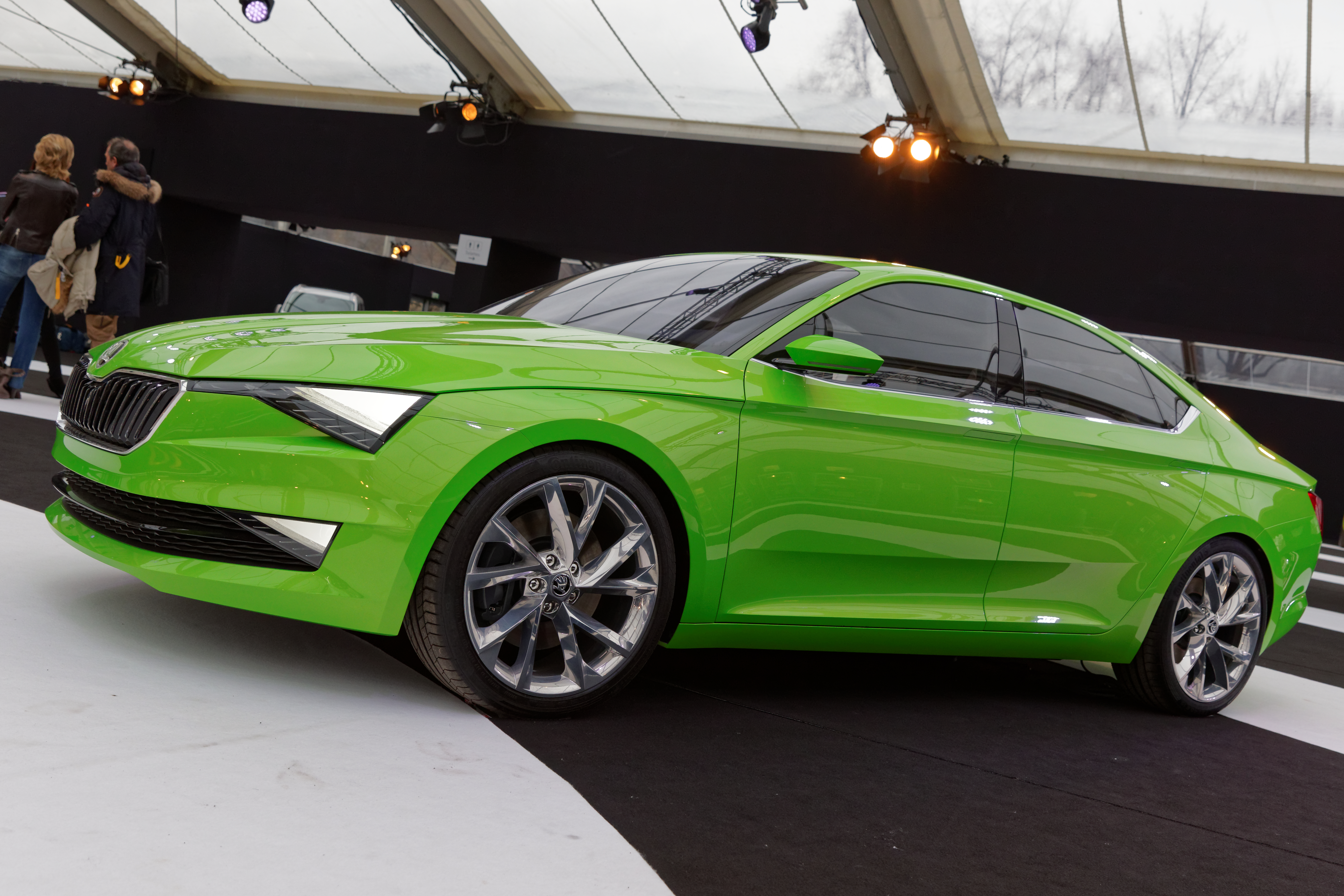
ビジョンC
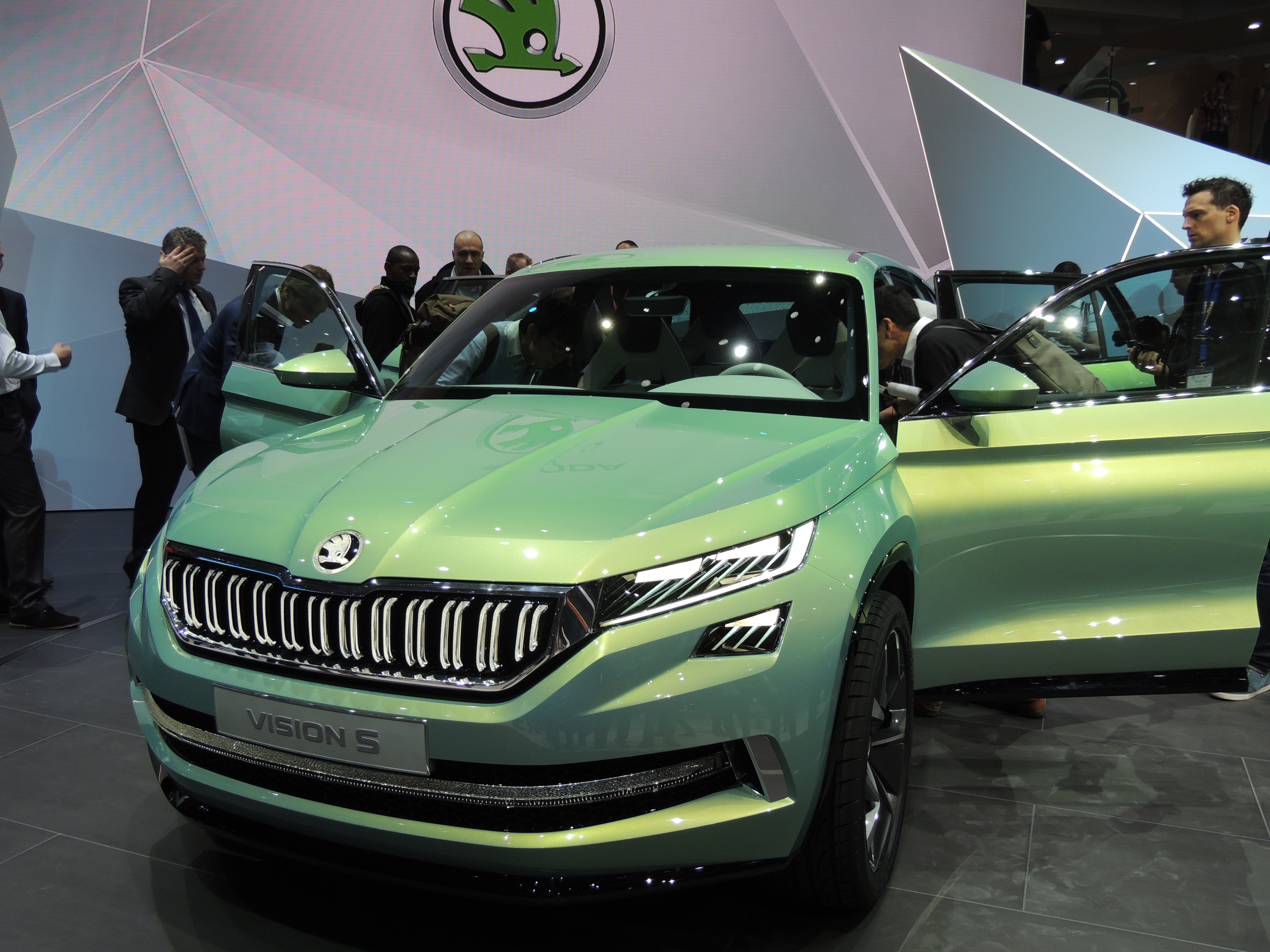
ビジョンS
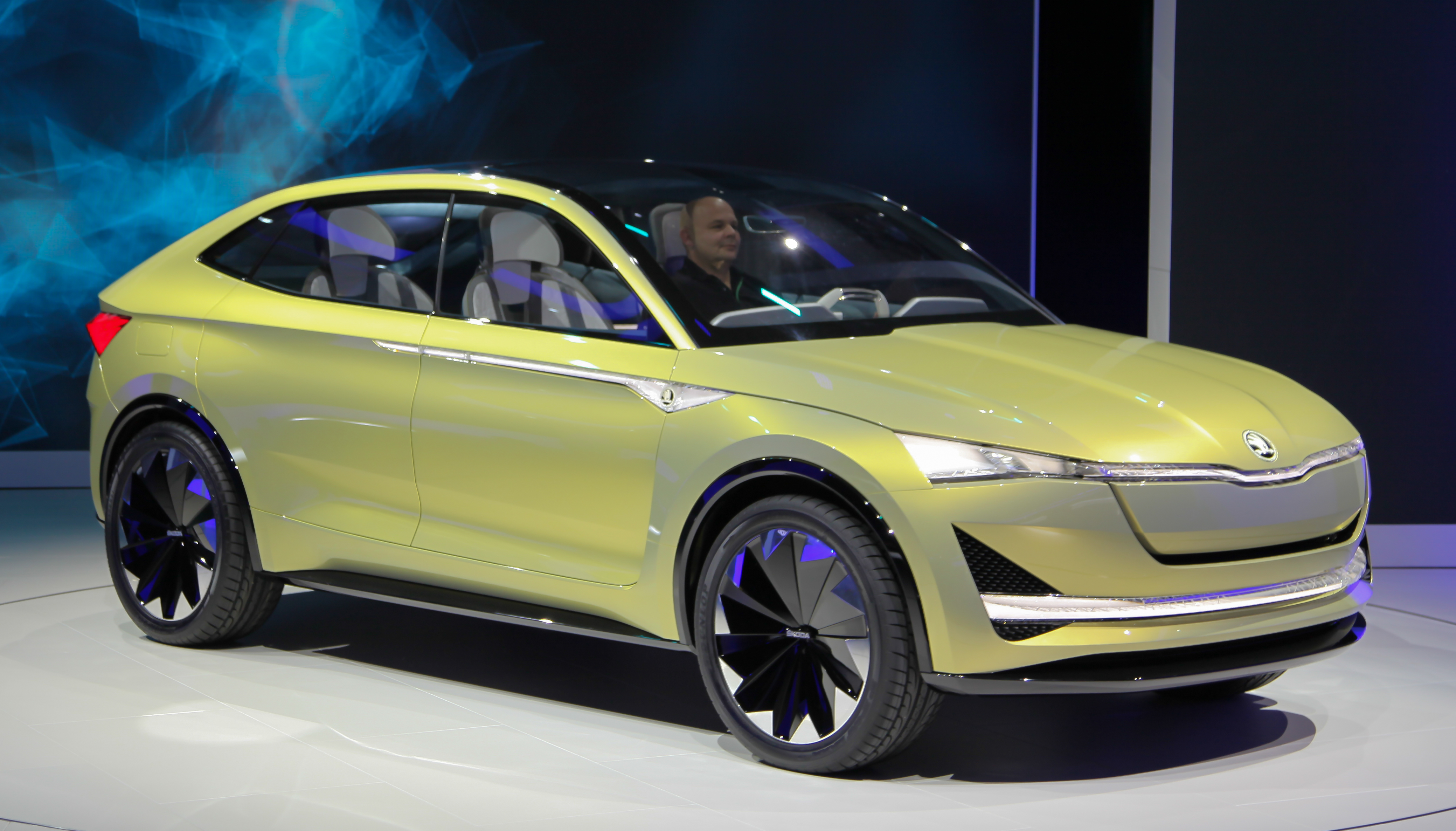
ビジョンE
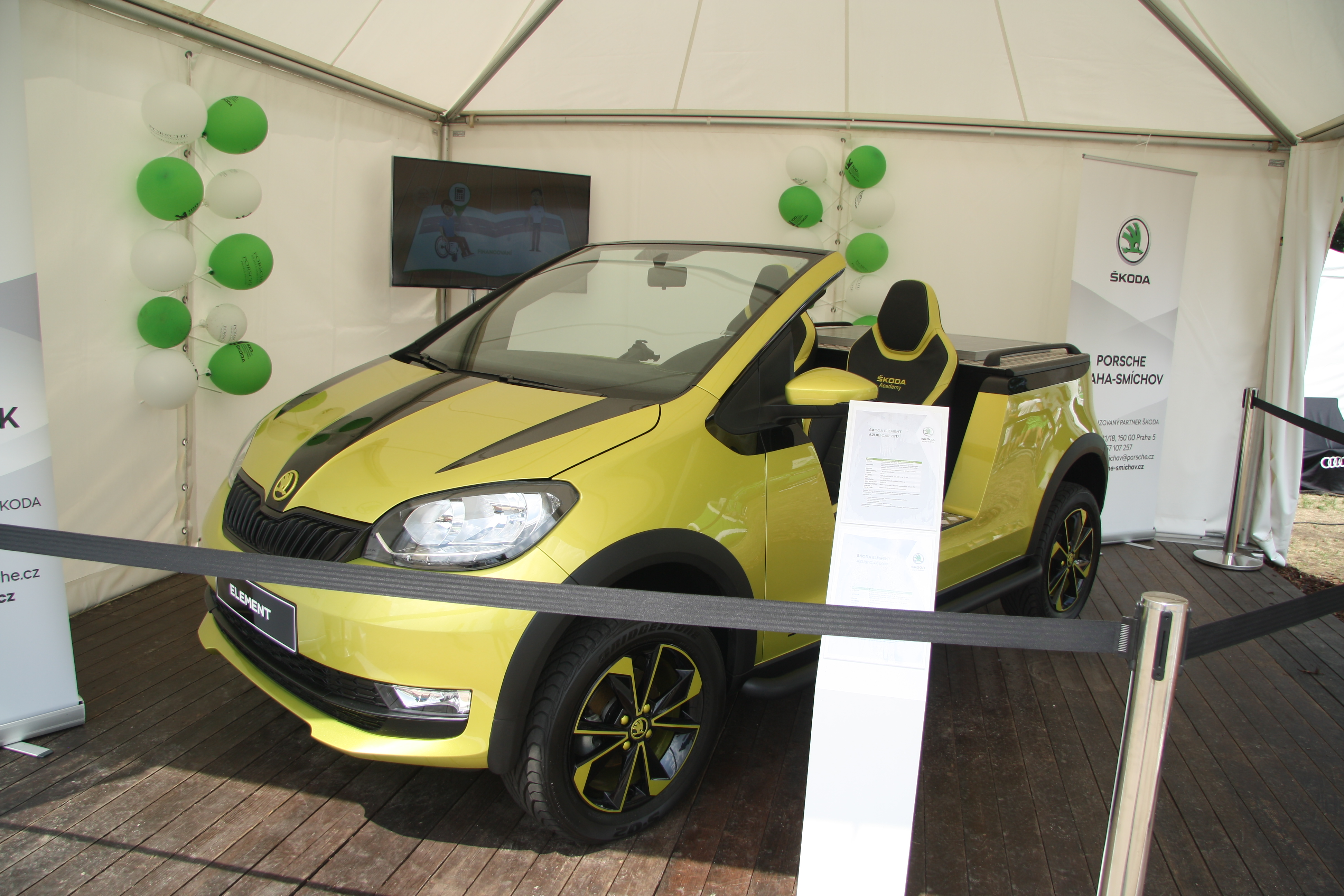
エレメント
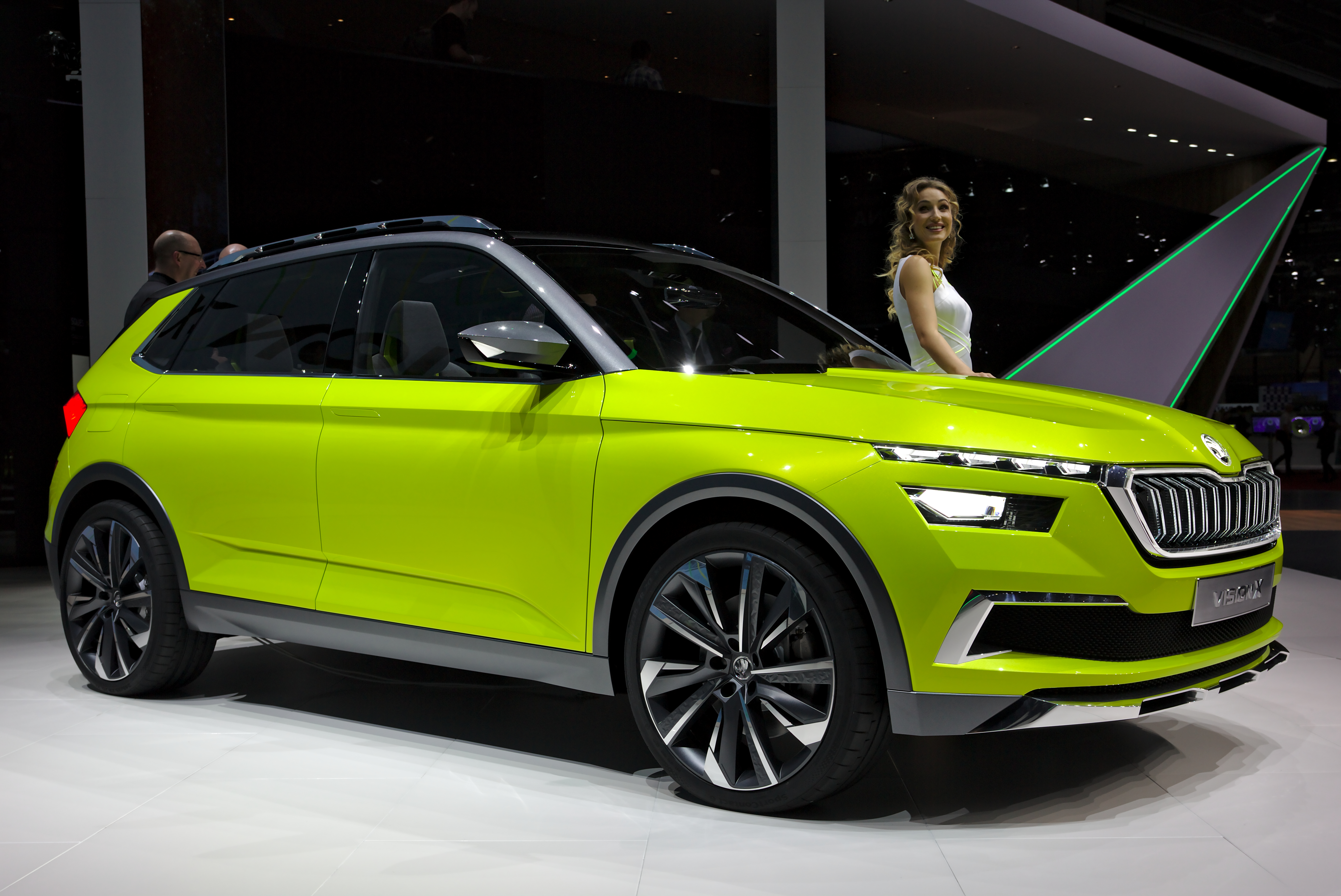
ビジョンX
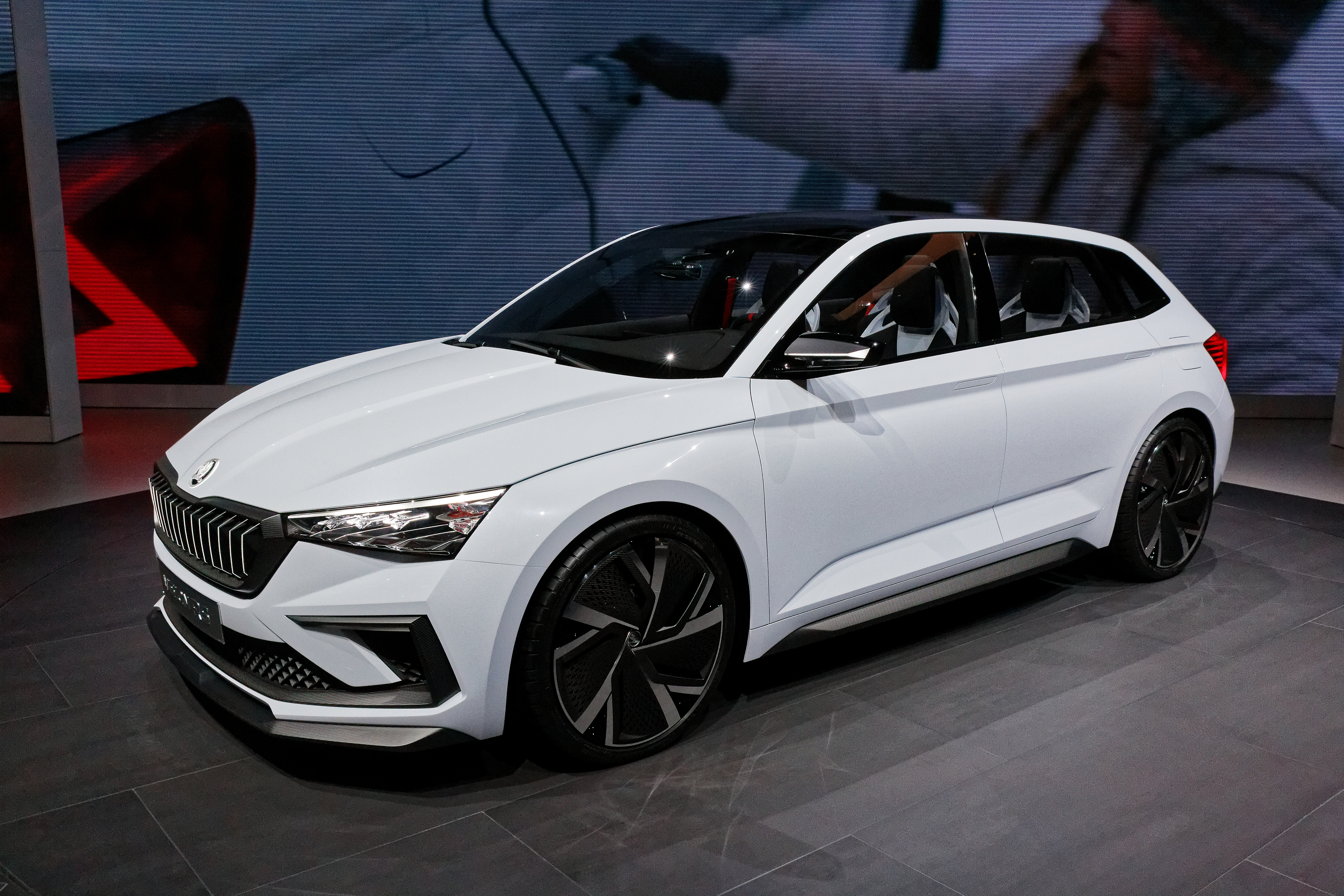
ビジョンRS
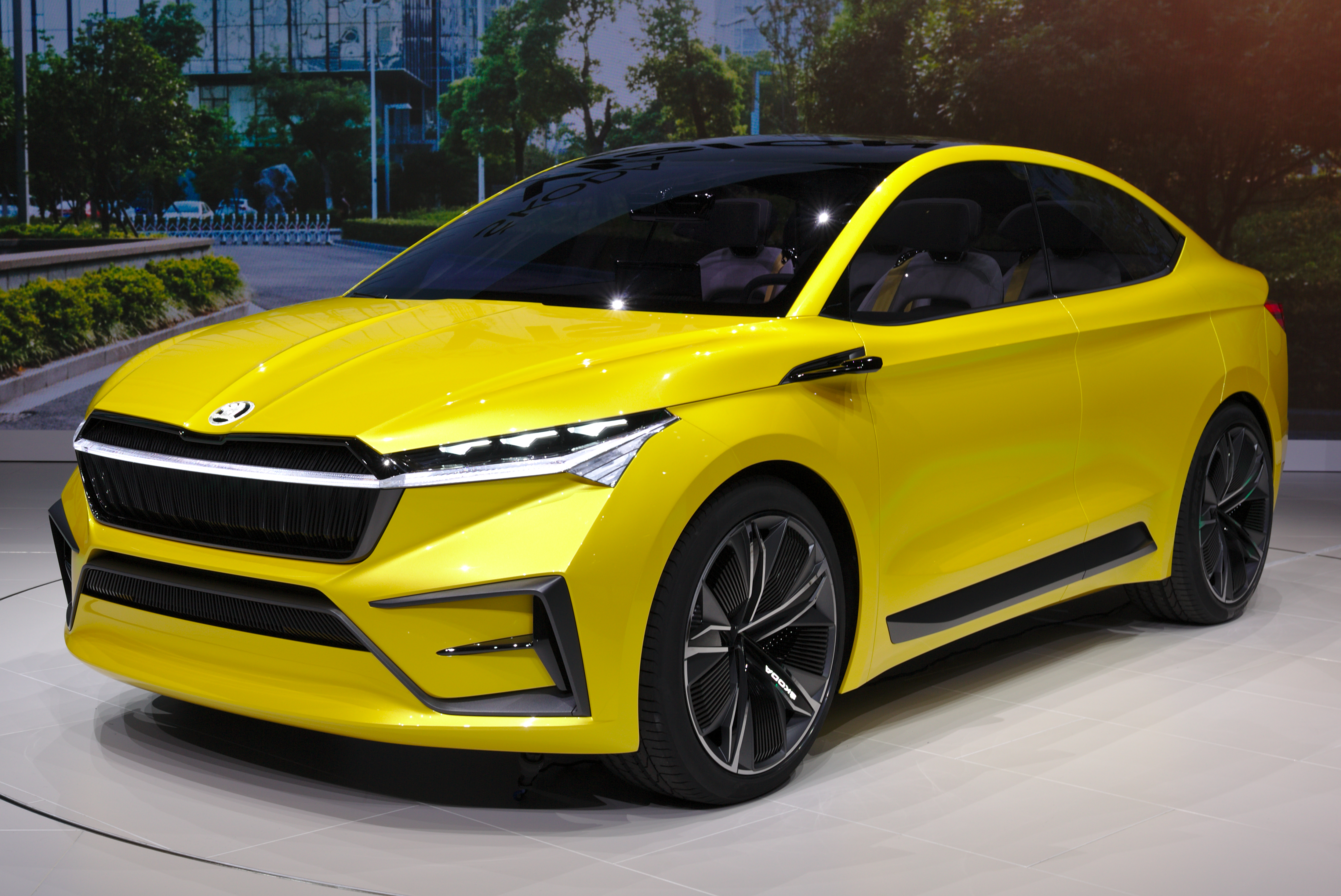
ビジョンiV
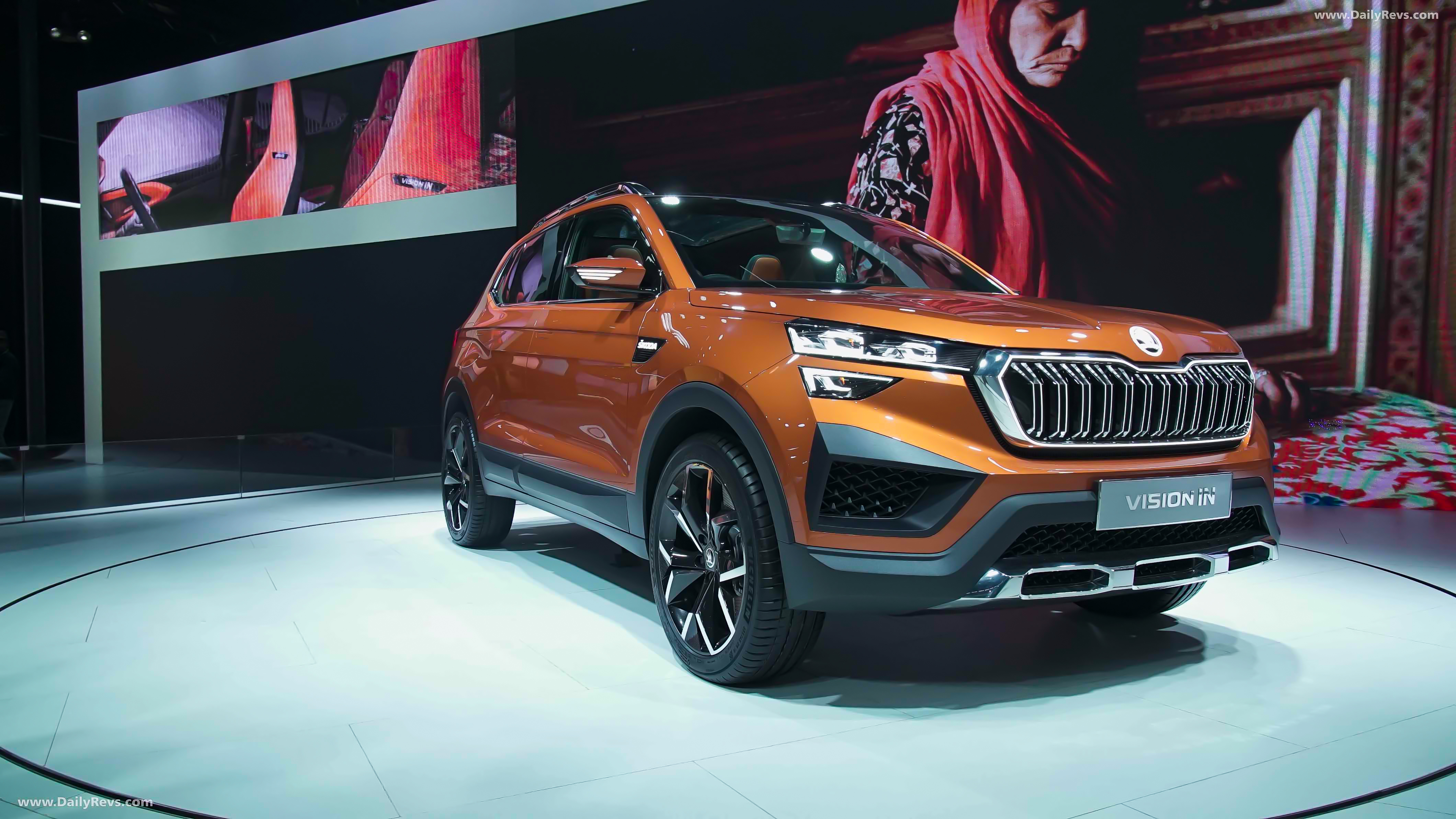
ビジョンIN
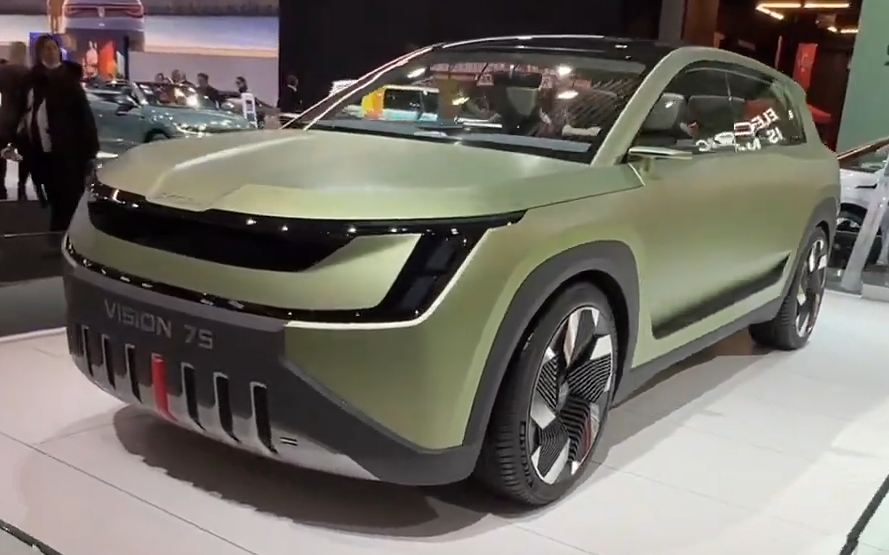
ビジョン7S